# هنر در افغانستان
افغانستان به دلیل قرارگرفتن در مسیر جاده ابریشم محل پیوندگاه تمدن‌های بزرگ جهان بوده و یکی از مهم‌ترین مراکز بازرگانی عصر باستان به‌شمار می‌رفته‌است. این موقعیت مهم و حساس ژئواستراتژیکی و ژئوپولیتیکی افغانستان در شکل دادن موزائیکی غنی از فرهنگ‌ها و تمدن‌های بزرگ همچون، آسیای مرکزی، خاورمیانه و آسیای جنوبی در این کشور نقش مهمی داشته‌است. از عصر پارینه‌سنگی و طی دوره‌های تاریخی، مردم افغانستان، جایگاه عمده‌ای در معرفی و گسترش ادیان جهانی و نقش مهمی در بازرگانی و دادوستد داشته و گهکاه کانون مسلط سیاسی و فرهنگی در آسیا بوده‌اند.

## دوره ها

### هنر بودیسم در افغانستان

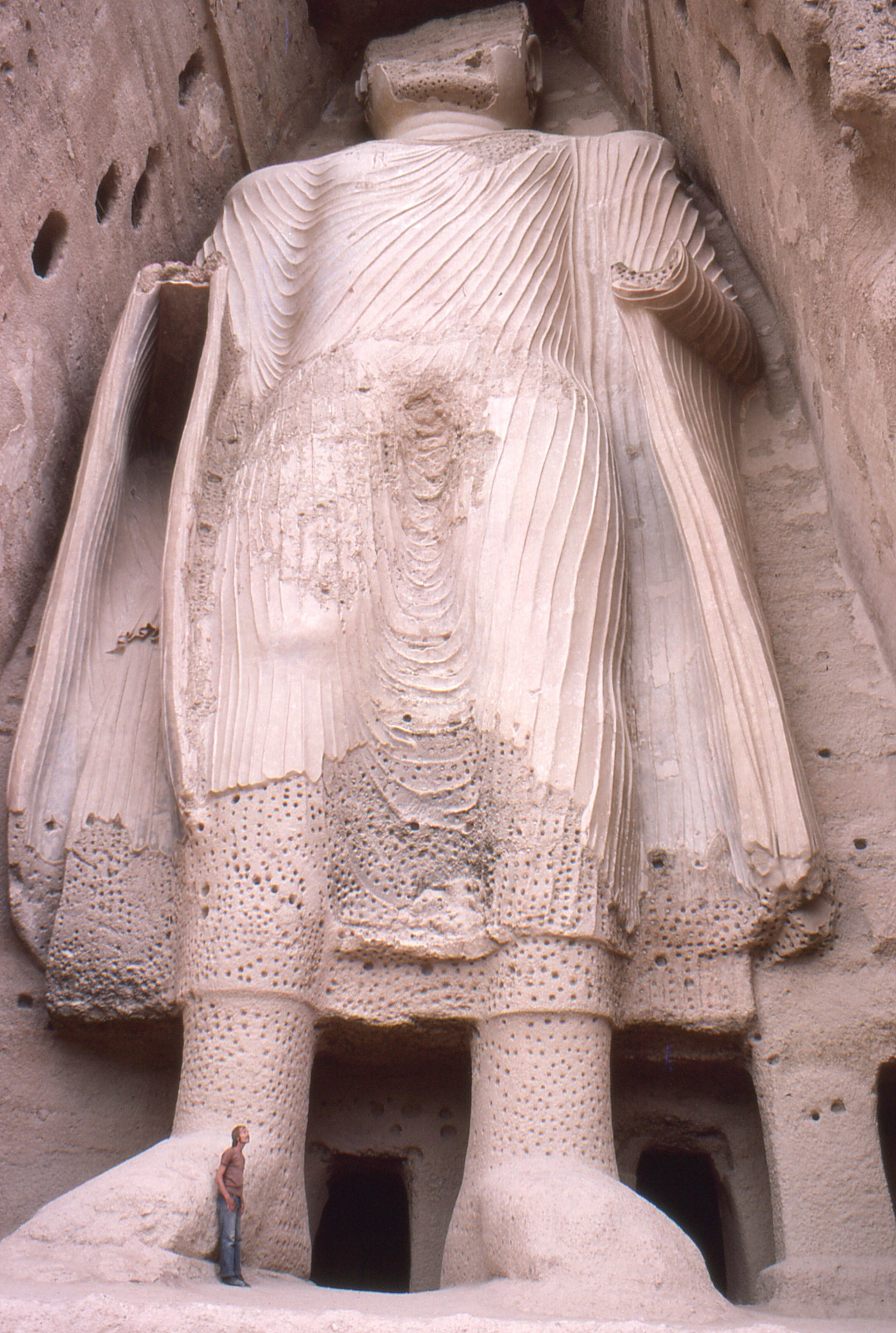
تندیس بودای کوچک (۳۸ متر) در سال ۱۹۷۷ (پیش از آنکه توسط طالبان در سال ۲۰۰۱ تخریب شود)، سده دوم پس از میلاد، بامیان، مرکز افغانستان

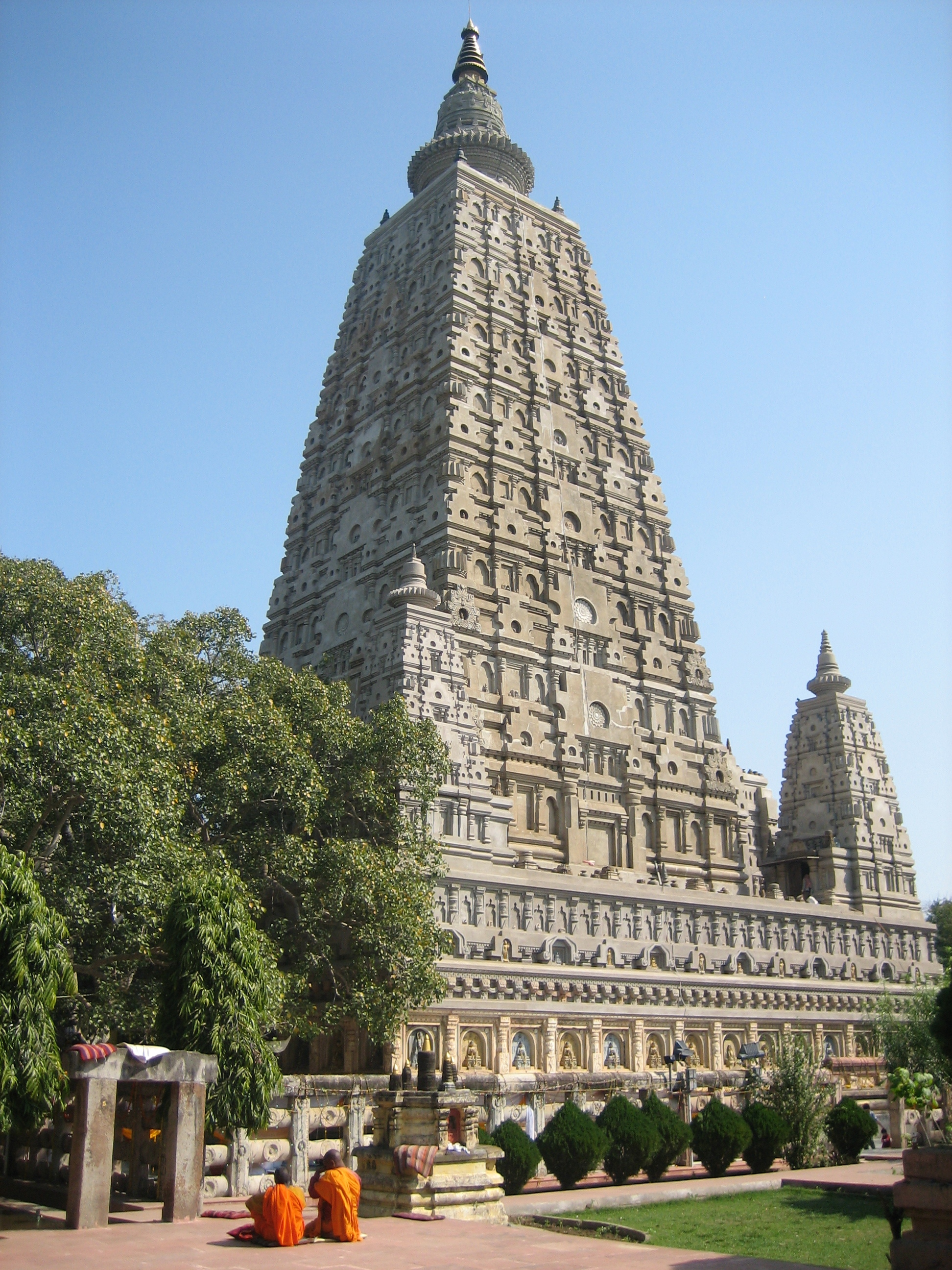
تعمیر مهابودا در سال ۲۳۰ پیش میلاد توسط آشوکا بنا شده‌است.

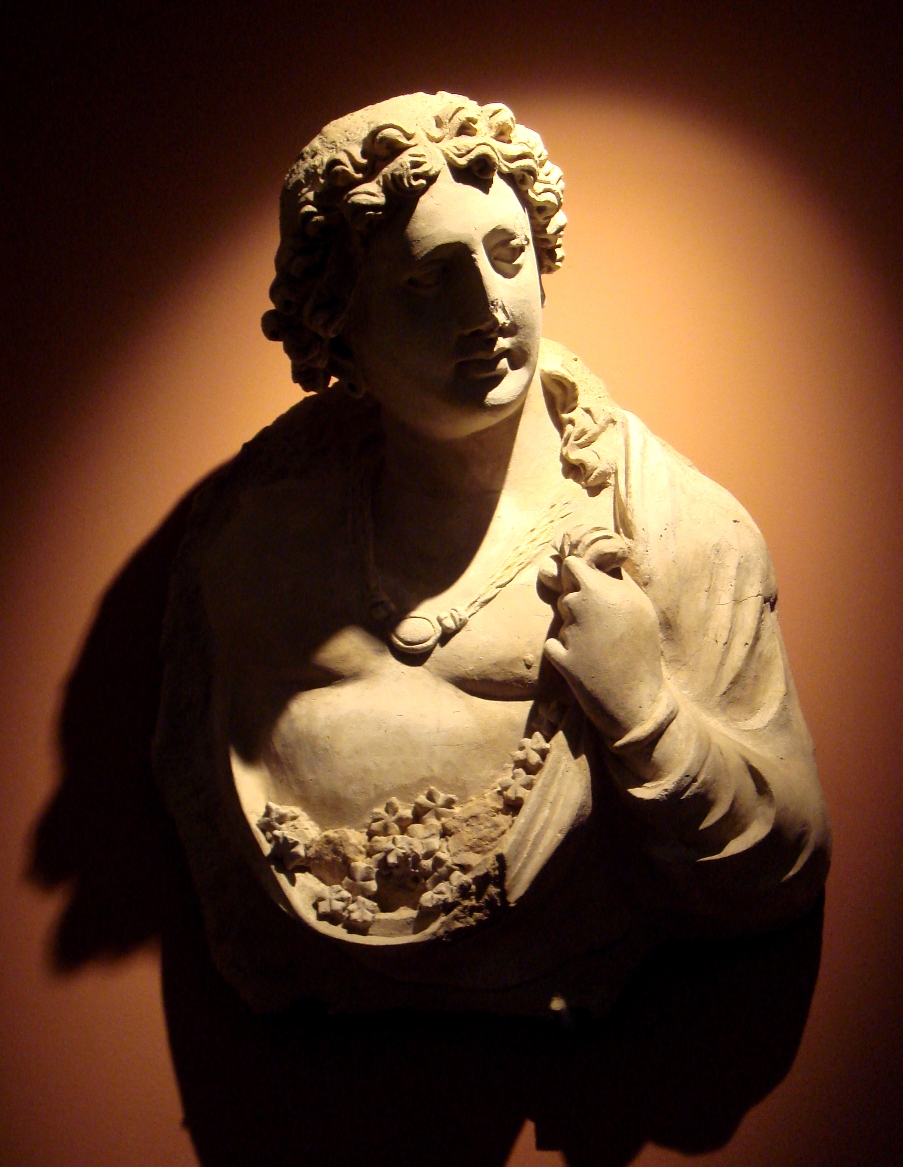
جنیوس حامل دستهٔ گُل، بدست‌آمده از نیایشگاه تپه‌کلان در پایگاه باستان‌شناسی هَده در افغانستان، سده‌های چهارم و پنجم پس از میلاد، موزیم گیمه در پاریس

علایق و روابط کلتوری افغانستان و هند از سال‌های ماپیش میلاد بوده‌است. ولایات قندهار کابل جلال‌آباد محل تلاقی کلتور و ترافیک خشکه بین افغانستان، هند با سایر کشورها بود. شاهراه ابریشم و راه هند در بلخ که برای قرون متمادی مرکز تجارتی و ثقافتی ممالک شرقی شده بود. تماس بین افغانستان و هند قدیمتر از آنست که در کتاب ریگویدا به آن اشاره شده‌است.
حفریات ساحه مندیگک، ده موراسی فلول تپه سردار غزنی سمچ‌های بودا در سمنگان هده مس عینک قندهار؛ نوبهاربلخ فندقستان سرخ کوتل بامیان و غیره نشان می‌دهد که هنر حکاکی سنگ‌تراشی و تندیس‌گری بودا و سایر رب‌النوع الی حملات اعراب در افغانستان خیلی پیشرفته بوده‌است. اشوکا امپراتور سوم خاندان موری به افغانستان آئین بودائی را مروج ساخت. آشوکا در سال۲۳۰ پیش از میلاد در هند بیشتر از ۱۲ تعمیر حیرت‌آور را از سنگ خشت سمنت حک بنا نمود که تا اکنون سالم باقی‌مانده‌است؛ که این هنر به افغانستان نیز انتقال نموده‌است. پس از ورود یونانیان افغانستان و هند محل تقاطع دو تمدن یعنی اروپائی و هند شد. بخصوص میناندر یونانی باختر و کنشکا در توسعه صنعت تندیس‌سازی و مجسمه‌سازی حکاکی بودا توجه زیاد نمودند. این دو به آئین بودائی اعتقاد داشتند. مکتب گریکو بودیک برای نخستین‌بار مجسمه بودا را طور مکمل تراشید.
تندیس‌های بامیان با پوشش طلا و جواهرات و تصاویر رنگه اتاق‌های آن یکی از شاهکاری کوشانیان است که توسط اعراب و یعقوب لیث تاراج شد.
مشخصات تماس‌های افغانستان را با نیم قاره هند؛ در صنایع تیکری ساحه باستانی (هرپه) مشاهده می‌کنیم. موتیف سه برگ درخت انجیر که از یک شاخه مستقل برآمده‌است در هرپه و کالی بنگان پیدا شد و این در ساحه مندیگک به حیث یک تزئین صنعت تیکرسازی به‌طور عام مورد استعمال قرار می‌گرفت. این شکل تیکر در دیمراسی نیز ساخته می‌شد.
(سیلوکوس) حکومت مقتدر باختری را در شمال افغانستان بر قرار ساخت که مرکز حکمروایی وی بود. موصوف سلطه خویش را به سمت دریای اندس توسعه بخشید و سرزمین هند را اشغال نمود و تحت اداره خود درآورد پادشاهان هندی مثل چندراگوپتاموریا و دیگران تصاویر خدایان یونانی: زیوس، هرکلیس و آرتمیس را در سکه‌های شان به ضرب می‌رساندند دلایل آن این بود که شاهان یونانی باختری افغانستان تمام قلمرو مفتوحه اسکندر مقدونی را در شرق (هند) اداره می‌نمودند. سکه‌های که در اثر حفاری‌های از آی – خانم بدست آمده‌است دارای اشکال خدایان هندی: واسودیوا، کرشنا و غیره است که همه در خود هند به ضرب رسیده‌است.
در سال ۱۹۴۵ در شهر کهنه قندهار روی یک سنگ کتیبه از فرمان اشوکا کشف گردیده که به زبان یونانی آرامیک نگاشته شده‌است. این فرمان در چهارده سنگ بزرگ نگاشته شده‌است. یک کتیبه دیگر آن در سال ۱۹۶۳ م. پیدا شد که روی یکپارچه سنگ مستطیل شکل یک عبارت بزبان و الفبای یونانی نگاشته شده‌است. تنها در مورد کتیبه‌های آرامیک آشوکا از ساحه پل درونته نزدیک جلال‌آباد و لمپاکا (لغمان جدید) راپور داده شده‌است. تاکنون جمعاً پنج عدد کتیبه و چهار عدد جعبه تبرکات مربوط اشوکا از قندهار، جلال‌آباد و غیره نقاط افغانستان کشف گردیده در حالیکه در هند صرف سه عدد جعبه تبرکات مربوط آشوکا بدست امده‌است.
بدین معنی که آئین بودائی در گنداره قوی‌تر از هند بوده‌است. مطابق تحقیقاتی که توسط باستان‌شناسان هندی، برمایی و کره‌ای به عمل آمده‌است. بودیسم درعصر حیات بودا توسط دو شاگرد او بلیکا و تیوس به افغانستان آمده‌است قصه آن‌ها در منابع کتبی ذکر است ونیز و موزیم ملی افغانستان (کابل) موجود است. برمایی‌ها می‌گویند که استوپه یی به نام بلیکا در آن کشور وجود دارد. این‌گونه مظاهر این دو راهب در مجسمه‌های هده و بگرام دیده شده‌است؛ و این مسئله را هم منابع باستانشناسی و هم منابع کتبی تاریخی به اثبات می‌رساند که این دو از جمله پنج شگرد بودا بوده سپس در بلخ ستوپه ویهاره یا نوبهار بلخ را می‌سازند. بعضی منابع می‌گوید که آن‌ها اول به پشاور رفتند و استوپه‌های ایشان را در آنجا احداث نمودند. پساز آشوکا؛ انتشار دین بودایی در افغانستان و شمال غرب هند در زمان پادشاه بزرگ یونانی میناندر – (شخصی که در متن Pail) به نام Millina Panha یاد شده؛ به اوج کمال ترقی و تحرک خود رسید. اما در زمان کوشانیان بخصوص در عصر حکمرانی کنشکا که حدود امپراتوری خود را در آسیای مرکزی الی کشمیر و وادی گنگا توسعه بخشیده بود. دین بودایی در این مناطق به‌طور استوار و ثابت توسعه یافت. موصوف یک علاقه‌مند، دلباخته و جان‌نثار بودیسم بود و مجلس چهارم بودایی را در ویهارای (محل بود و باش راهبین بودایی در یک معبد بودایی) کندل ون Kundalavana کشمیر برگزار کرد و به گسترش و انکشاف مکتب مهایانای بودیسم کمک نمود.
در مسکوکات کنشکا تصویر بودا در حال ایستاده بیک سمت نقش شده قسمیکه به روی دیگر آن خدایان اصلی هندویی نقش است. کنشکا در افغانستان دو پایتخت داشت. پایتخت زمستانی وی پشاور و پایتخت تابستانی اش (کاپیسا) در نزدیکی‌های کابل بود. او برعلاوه این دو؛ یک پایتخت دیگری هم در (متهورا) داشت تا امپراتوری وسیع خود را در مراتع سند و گنگا کنترل و نظارت نموده بتواند.
پایتخت تابستانی کنشکا (کاپیسا) نزدیک بگرام در تقاطع دو دریای پنجشیر و غوربند قرار داشت. به اثر حفریات و کشف، یک تعداد آثار عاجی و دیگر سامان و لوازم شیشه یی و برنجی و عمرانات مهندسی گوناگون دریافت شد. در یک عمارت بزرگ که در قدیم محاط به دیوارها بود قرابت با مکتب هنری (متهورا) و (امره وتی) هندی کشف شد. علما و محققین باستانشناسی چنین حدس می‌زنند که کندن کاری‌های عاجی بگرام دارای سوابق تاریخی نیمه اخیر سده یکم و اوایل سده دوم میلادی است. در جمله اشیای بدست آمده: یک لوحه سنگی که قسمتی از تخت سلطنتی را تشکیل می‌داد و در آن رقاصه‌ها و اهل دربار با حالات و قیافه‌های مختلف نشان داده شده‌است این‌گونه یکی از تصویر نقش شده واضحاً با قسمت بالایی تورانا (سردر) که با رلیف آن در متهورا و سانچی شباهت دارد.

### هنر گندهارا

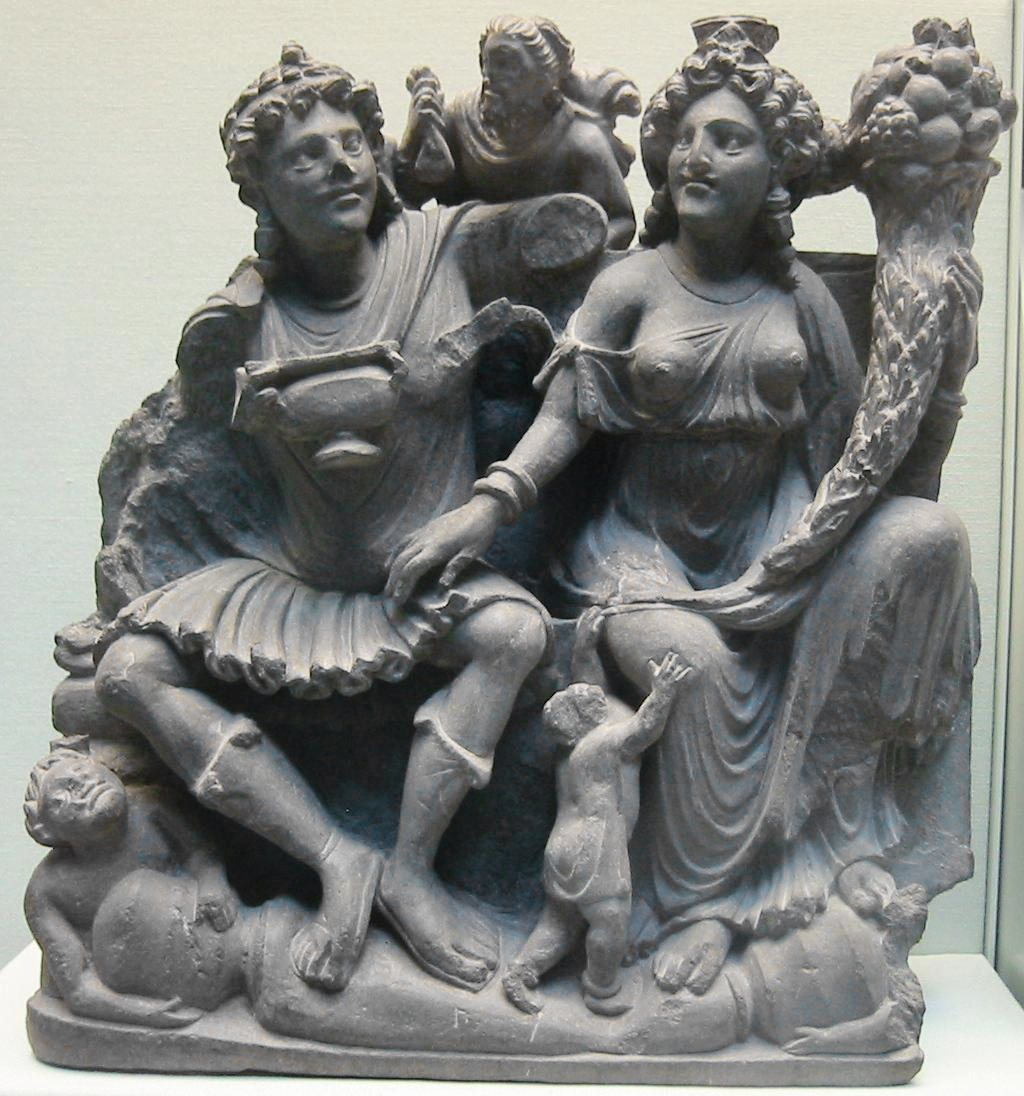
پیکره‌های از هنر هند و یونانی درسرزمین باستانی گنداره، موزیم بریتانیا

جلوه هنری و تلفینی از یونان باستان و بوداگری است که الی حمله اعراب به افغانستان رواج داشت. مبدأ و تهداب هنر یونانی و بودایی، دولت یونانیِ باختر (۲۵۰ پ. م-۱۳۰ پ. م) در افغانستان امروزی است و با روی کار آمدن دولت هندویونانی (۱۸۰ پ.م. -۱۰ پ. م) به شبه‌قارهٔ هند گسترش یافت. تلفیق هنر یونانی و بودایی، در دوران هندویونانیان و کوشانیان، و پیش از توسعه یافتن در هند، در سرزمین باستانی گنداره به اوج شکوفایی خود رسید؛ و ازین رو به هنر گنداره نیز معروف است. درین عصر سنگتراشی تندیسگری به مدارج اعلی رسیده بود.
افغانستان حدود ۱۱ قرن پیرو بودیسم بود. علت آن این بود که این کشور دیگر کدام مذهب رقیب نداشت ولی در هند بودیسم نتوانست توسعه پیدا کند دلیل آن این بود که هندوییسم یکی از مخالفین بودیسم بود. بدین اساس بودیسم در گنداره بسرعت توسعه یافت و تا نوبهار بلخ رسید.

### هنر و معماری اسلامی

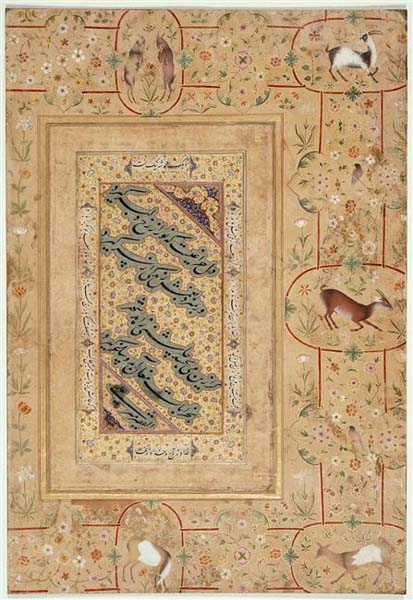
برگی از هنر خوشنویسی نستعلیق توسط میرعلی هروی، نمونه‌ای از هنر شکوفای دورهٔ تیموریان، موزیم لوور

هنر اسلامی یکی از دوران‌های شکوهمند تاریخ هنر و یکی از ارزشمندترین دستاوردهای بشری در عرصه هنری به‌شمار می‌آید و شامل انواع متنوعی از هنر همچون معماری، خوشنویسی، نقاشی، سرامیک و مانند آن‌ها می‌شود. خوشنویسی بارزترین هنر اسلامی است در سرزمین‌های اسلامی خط زیبا را نه فقط در نگارش قرآن، بلکه در اغلب هنرها به‌کار می‌بردند. نقاشی اسلامی به‌تدریج در سرزمین‌های اسلامی اهمیت یافت. با سقوط خلافت عباسی طی دوره ایلخانی هنرهای کتاب‌سازی و نقاشی رشد شگرفی کرد. تأثیر هنر چینی و نقاشی‌های آسیای شرقی و مرکزی در این دوران مشهود است. سنت نقاشی ایلخانی در دورهٔ تیموریان پی گرفته شد و در دورهٔ صفوی به اوج رسید. کمال‌الدین بهزاد، بزرگ‌ترین و مشهورترین نقاش (مینیاتور) اهل هرات عصر تیموری در سده دهم هجری بود. معماری اسلامی زیاده در دوره سلطنت غزنویان غوریان تیموریان و مغولان هند مروج بوده‌است؛ که اکثریت تا حال موجوداست.
شاید یکی از مهم‌ترین نمودهای هنر اسلامی معماری مساجد چهار ایوانه و ستون‌دار است که معرف هنر معماری اسلامی است. این عمارت‌های باشکوه، می‌تواند تأثیر فرهنگ‌های متفاوت در درون تمدن اسلامی را نشان دهد. از نخستین بناهای اسلامی در افغانستان مسجد نه‌گنبد (حاجی پیاده یا نوبهار باستان) در بلخ است که در نیمهٔ سدهٔ نهم میلادی به سبک سامانی بنا شده‌است.

### هنر صنعت در دوره غزنویان

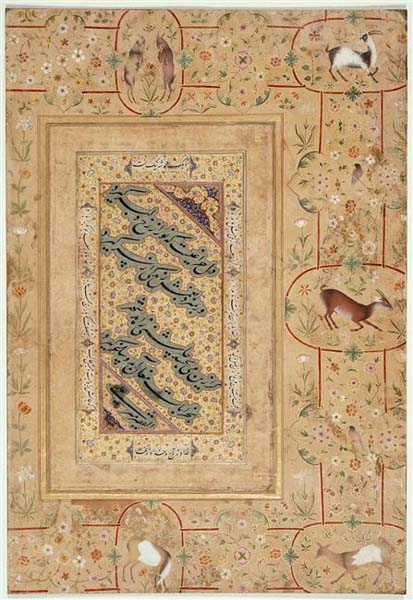
برگی از هنر خوشنویسی نستعلیق توسط میرعلی هروی، نمونه‌ای از هنر شکوفای دورهٔ تیموریان، موزیم لوور

حکومت غزنویان از نظر هنردوستی و توجه به شاعران فارسی‌سرا از اهمیت بالایی برخوردار است. در زمان سلطان محمود و پسرش سلطان مسعود غزنی به مرکز سیاسی و فرهنگی آسیای میانه و هند تبدیل می‌شود. آثار آن را می‌توان در تعداد زیادی از ویرانه‌های بناهای یزرگ و عظیمی نشان داد که هنوز در اطراف و محلات غزنی پراکنده‌اند. مؤلفین اولیه اسلامی عصر غزنویان، از تعداد زیاد باغ‌ها، مساجد، منارها، مدرسه‌ها و قصرهای غزنی یاد می‌کنند.

### هنر صنعت در دوره غوریان

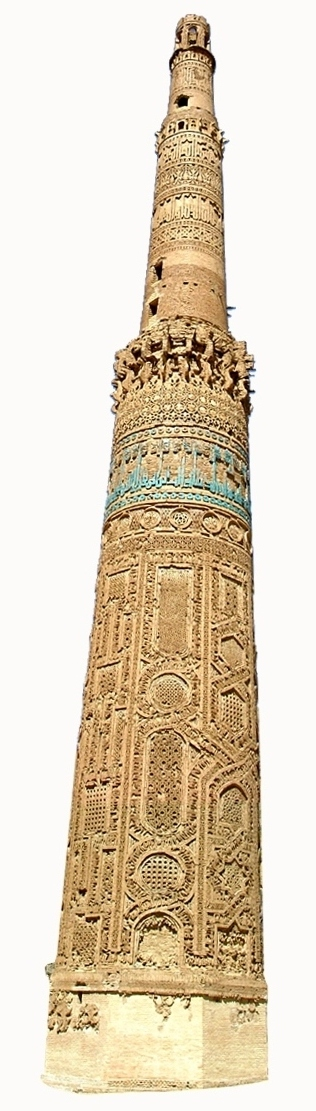
منار جام (ارتفاع: ۶۵ متر؛ عرض: ۹ متر) در ولایت غور، اثری بجای‌مانده از عصر غوریان در سدهٔ دوازدهم میلادی

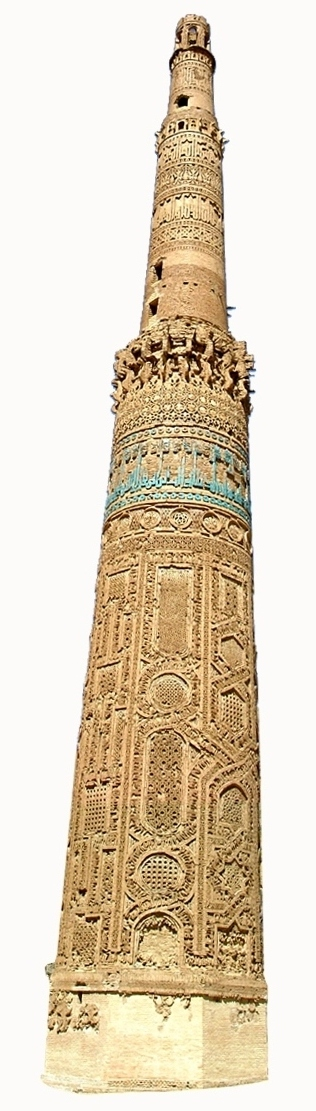
منار جام (ارتفاع: ۶۵ متر؛ عرض: ۹ متر) در ولایت غور، اثری بجای‌مانده از عصر غوریان در سدهٔ دوازدهم میلادی

از آثار بجای‌مانده از عصر غوریان در افغانستان، منار جام در ولایت غور است که در سدهٔ دوازدهم میلادی، در عصر سلسلهٔ غوریان بنا شده و گمان می‌رود این منار یا بُرج پیروزی نمایانگر شهر فیروزکوه، پایتخت سلسلهٔ غوریان باشد. منار جام ۶۵ متر ارتفاع داشته و متشکل از یک قاعده هشت ضلعی است که ۹ متر عریض بوده و ۴ استوانه مخروطی مانند در بالای آنست. در اینجا یک راهزینه دوگانه درداخل قاعده و استوانه اولی است. تمام برج که از خشت پخته ساخته شده، در بیرون بواسطه خشت کاری تزئینی پوشانیده شده، به شمول شبکه‌کاری‌های که تشکیل‌کننده کتیبه‌ها و سوره ۱۹ قرآن (مریم) است. در همسایگی جام یک تعداد زیاد استحکامات و برج‌ها کشف شده‌است. این‌ها شاید بخشی از کارهای دفاعی محافظت‌کننده قلب سرزمین امپراتوری غوری باشد. در سال ۲۰۰۲، مرکز حفظ میراث جهانی یونسکو خواستار ثبت این منار در فهرست میراث فرهنگی جهان شد. یکی از آثار بزرگ غوری‌ها، مسجد جامع بزرگ هرات است. این مسجد شامل قبر غیاث‌الدین محمد غوری نیز است که در ۳–۱۲۰۲ در هرات می‌میرد. یادگار مهم دیگر مدرسه شاهی مشهد در شمال‌شرق هرات به امتداد ساحل چپ رود مرغاب است. بقایای غوری‌ها یا حداقل تعمیرات مربوط به زمان غوری‌ها در بامیان (شهر ضحاک و شهر غُلغُله) و در چشت غرب هرات نیز تشخیص شده‌است. یک منار مشهور از این‌زمان، منار دولت‌آباد در شمال بلخ است که در اوایل سدهٔ ۱۲ ساخته شده‌است. بالاخره کمان (تاق) مشهور بُست نیز می‌تواند مربوط به دوران غوری‌ها باشد. این ساختمان در پای ارگ بُست برافراشته شده و شاید مدخلی برای یک مسجد بزرگ یا خود ارگ باشد. تزئینات این کمان با منار دولت‌آباد قابل مقایسه‌است.

### تیموریان

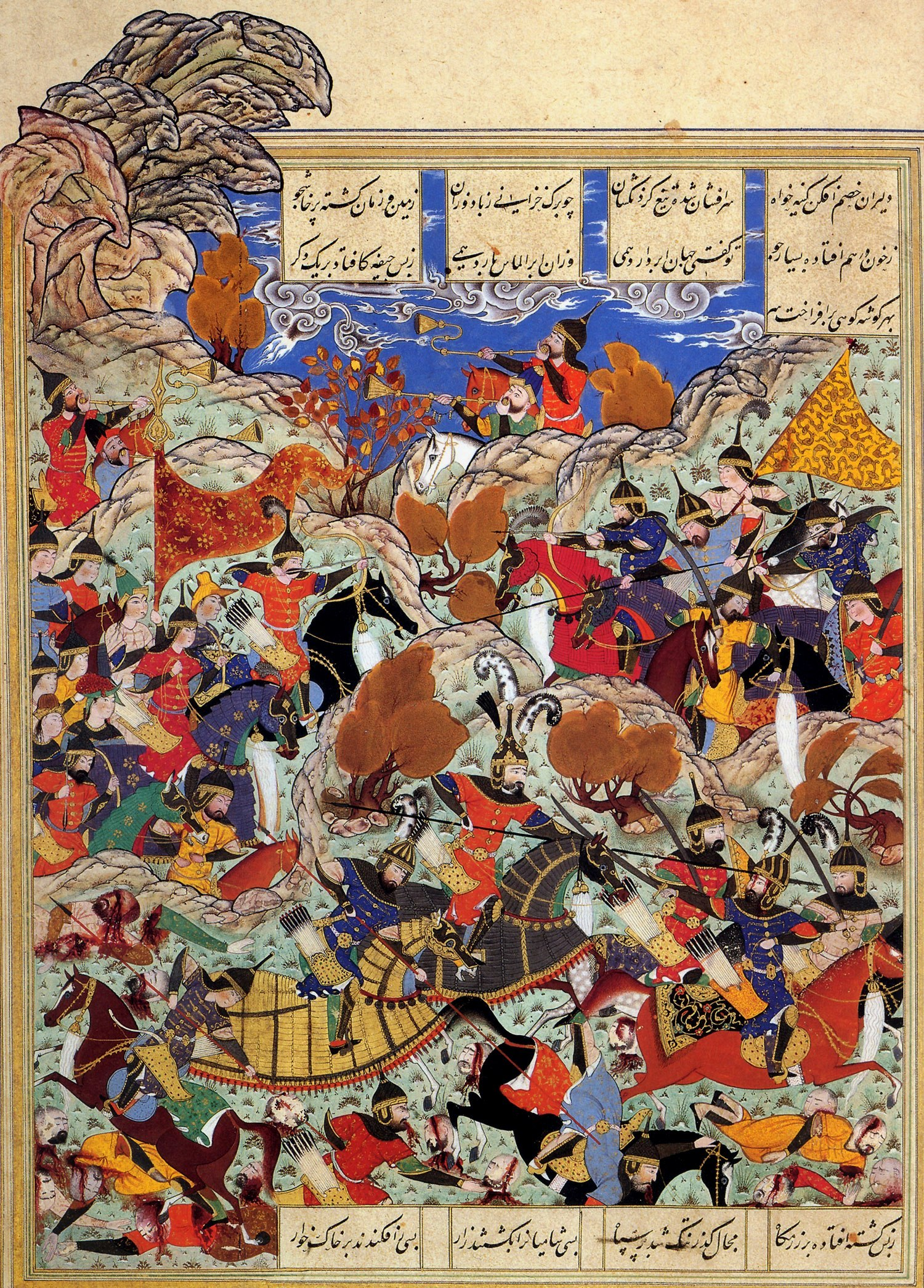
هنر (مینیاتور) توسط کمال‌الدین بهزاد، درعصرتیموریانهرات

دورهٔ تیموریان ۷۷۱ – ۹۱۱ ه‍. ق/۱۳۷۰–۱۵۰۶ م) به رغم نابسامانی و منازعات داخلی و خارجی، دوره رونق فرهنگ، هنر، ادبیات، تاریخ، ریاضی و نجوم بود. دربار هرات به سبب هنرپروری و هنرمندی فرمانروایان تیموری، محل تجمع و آمد و شد هنرمندان و ادیبان برجسته بود. تیمور با اینکه بسیار خونریز بود ولی به دانش و هنر علاقه نشان می‌داد. از این‌رو هنرمندان و صنعتگران از کشتارهایش در امان بودند. فرزند او شاهرخ و نوه‌هایش الغ‌بیگ، بایسنقر میرزا و ابراهیم میرزا نیز این سیاست را پی‌گرفتند. هنر نقاشی و خوشنویسی در دوره تیموری به شکوفایی قابل توجهی دست یافت. فرمانروایی شاهرخ را سرآغاز یک عصر جدید و تجدید حیات در بعضی از انواع هنر معرفی کرده‌اند. در کتاب‌های پدیدآمده در این دوره شامل نفیس‌ترین مینیاتورها و استادانه‌ترین خوشنویسی‌ها هستند که به زیبایی تمام صحافی و جلدآرایی گشته‌اند. پاره‌ای از زیباترین نقاشی‌ها، ریشه در مکتب هرات دارند که به‌طور کامل با حمایت شاهزاده‌های تیموری در شهر هرات شکل گرفت و استاد بزرگ نقاشی یعنی کمال الدین بهزاد برخاسته از چنین مکتبی است. خطوط زیبای فارسی نظیر خط نستعلیق در دوره جانشینان تیمور شکل گرفت و آخرین مراحل تکاملی اش را در این دوره طی نمود. همچنین پاره‌ای از زیباترین آثار معماری ایرانی در این دوره به وجود آمد که از آن جمله می‌توان به مسجد گوهرشاد در مشهد و مسجد جامع گوهرشاد در هرات اشاره کرد. سلطان حسین بایقرا از فرمانروایان متاخر تیموری نیز حامی هنرها، علوم و ادبیات بود. ابوسعید پادشاه توانا، با کفایت، هنردوست این خاندان نیز خود هنرمندی قابل بود. میراث فرهنگی و هنری تیموریان در دوران صفوی در ایران و گورکانیان در هند پی گرفته شد.

### بلخ
شهری باستانی که با دیوارهای بلند دفاعی محاط بوده و توسط دژ بالاحصار واقع در شمال آن مستحکم می‌شده‌است. آثار تاریخی که در احاطهٔ این دیوارها قرار دارند عبارتند: از تپه زرگران، تپه‌ای مصنوعی که قدمت آن به سدهٔ دوم پیش از میلاد برمی‌گردد مقبرهٔ کاشی‌کاری‌شدهٔ خواجه ابونصر پارسا از جمله بناهای تاریخی بجای‌مانده از عصر تیموریان، متعلق به سال ۱۴۶۰/۶۱ میلادی است، و مدرسه سید سبحان‌قلی‌خان، متعلق به سدهٔ هفدهم، که از آن تنها یک ایوان (درگاه قوسی) با مقداری تزئینات باقی‌مانده‌است. آثار تاریخی دیگر در جنوب بلخ عبارتند از: تخت رستم، و مسجد نه‌گنبد (حاجی پیاده یا نوبهار باستان) که در نیمهٔ سدهٔ نهم میلادی به سبک سامانی بنا شده و یکی از نخستین بناهای اسلامی در افغانستان است.

### غزنی

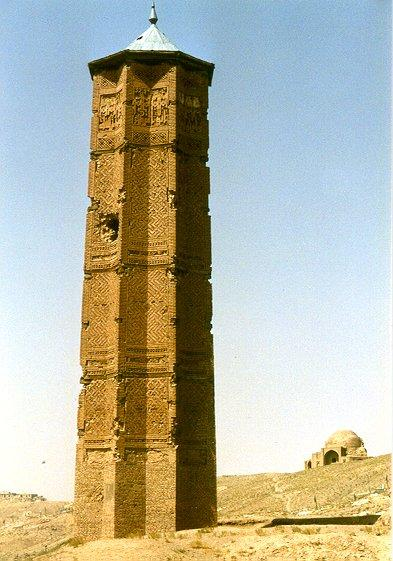
منار باستانی غزنی

از شهرهای تاریخی افغانستان است و زمانی پایتخت غزنویان و غوریان (سده‌های یازدهم تا سیزدهم میلادی) و سپس تیموریان (سده‌های پانزدهم تا شانزدهم میلادی) بود. در زمان سلطان محمود و پسرش سلطان مسعود غزنی به مرکز سیاسی و فرهنگی آسیای میانه و هند تبدیل می‌شود. آثار آن را می‌توان در تعداد زیادی از ویرانه‌های بناهای یزرگ و عظیمی نشان داد که هنوز در اطراف و محلات غزنی پراکنده‌اند. مؤلفین اولیه اسلامی عصر غزنویان، از تعداد زیاد باغ‌ها، مساجد، منارها، مدرسه‌ها و قصرهای غزنی یاد می‌کنند. چیزهای زیادی از غارت در امان نمانده، اما حوزهٔ وسیعی از ویرانه‌های بناهای تاریخی، بین شهر کهنهٔ غزنی، که با حصاری احاطه شده، و روستای روضه واقع بر روی یک تپه، هنوز وجود دارد. دو منار بلند بجای‌مانده از دورهٔ غزنویان از ارزشمندترین این بناهاست که هنوز در وضع خوبی پابرجاست. هر دو منار از خشت پخته و در بالای پلان یک ستاره هشت ضلعی ساخته شده‌است. یکی از این‌ها توسط سلطان مسعود (مسعود سوم) ساخته شده و دیگری در جوار او توسط بهرامشاه اعمار گردیده‌است. آثار معماری اولیه اسلامی، که مشابه آن در شمال افغانستان و ترکستان نیز یافت می‌شود، در غزنی خودنمایی می‌کنند. قصر مسعود سوم مجموعه‌ای وسیع از چهار ایوان، یک مسجد و چند شبستان است. تزئینات باشکوه، از خشت پخته و گچ، با رنگ‌های روشن رنگ‌آمیزی شده‌اند. نقش‌های هندسی و متن‌های فارسی حک‌شده از ابتکارات غزنویان بوده که اوج شکوه و شوکت آنان را نشان می‌دهد. برخی از قطعات آن به موزیم کابل انتقال داده شدند. بسیاری از آرامگاه‌های شخصیت‌های مهم غزنوی در اطراف شهر پراکنده‌اند، که از آن جمله می‌توان به مقبرهٔ سَبُکتِگین، مقبرهٔ شاهِ شهید و آرامگاه سلطان محمود غزنوی (که ارزشمندترین آنهاست) و باغ آن که امروزه روضه نامیده می‌شود، اشاره کرد. تعداد زیادی ابزار بُرُنزی و سُفالی نیز در اطراف و محلات غزنی کشف شده‌اند.

### لشکری بازار
پایگاه باستان‌شناسی لشکری بازار که امروزه در منطقه‌ای بیابانی در امتداد سواحل رود هلمند، در بین بُست و لشکرگاه (مرکز ولایت هلمند) واقع است، در عصر غزنویان و غوریان و حتی پساز آن مجموعه‌ای از قصرها، مسجد، و بناهایی همچون بازار و کارگاه‌های صنعتگران و هنرمندان را در خود جای داده بود که هنوز بقایای آن به شمول قصرهای متعدد مانند غزنی توسط حیاط‌ها با ایوان‌ها و مجسمه‌های گچی و نقاشی دیواری تزئین‌کننده دیوارها امروز دیده می‌شود. بازهم مانند غزنی، مواد تعمیراتی عمدتاً خشت بوده و خشت‌ها به عنوان یک اثر تزئیناتی بسیار مرغوب بکار رفته‌است. بزرگترین و جنوبی‌ترین سه قصر تشکیل‌کننده یک مستطیل حدود ۱۰۰ در ۲۵۰ متر است. اتاق‌های قصر بدور یک حیاط مستطیلی قرار دارد که در هر چهارجانب بواسطه یک ایوان جابجا شده در وسط هرجانب قراردارد. نقاشی‌های گچی و رنگی بالای دیوارها و پایه‌ها نشاندهنده محافظین کاملاً مسلح دربالای یک زمینه گل‌ها، حیوانات و مایه‌های دیگراست. دیوارهای با برج‌های نیم‌دایره‌ای تقریباً تمام مجموعه را احاطه نموده‌است.

### هرات
شهری بزرگ است، که بخش قدیمی آن (شهر کهنه) توسط بقایای دیوارهای عظیم گِلی احاطه شده‌است. بناهای پابرجا که در احاطهٔ این دیوارها قرار دارند عبارتند از: قلعهٔ اختیارالدین، دژی از خشت پخته، متعلق به سدهٔ پانزدهم میلادی، که بر روی یک بلندی قرار دارد، و مسجد جامع، که اگرچه قسمت اعظم آن نوسازی شده، نمونه‌هایی برجسته از تزئینات اسلامی، از خشت کاری‌های غوری متعلق به سدهٔ دوازدهم میلادی تا کاشی‌کاری‌های تیموری متعلق به سدهٔ پانزدهم و شانزدهم میلادی است.

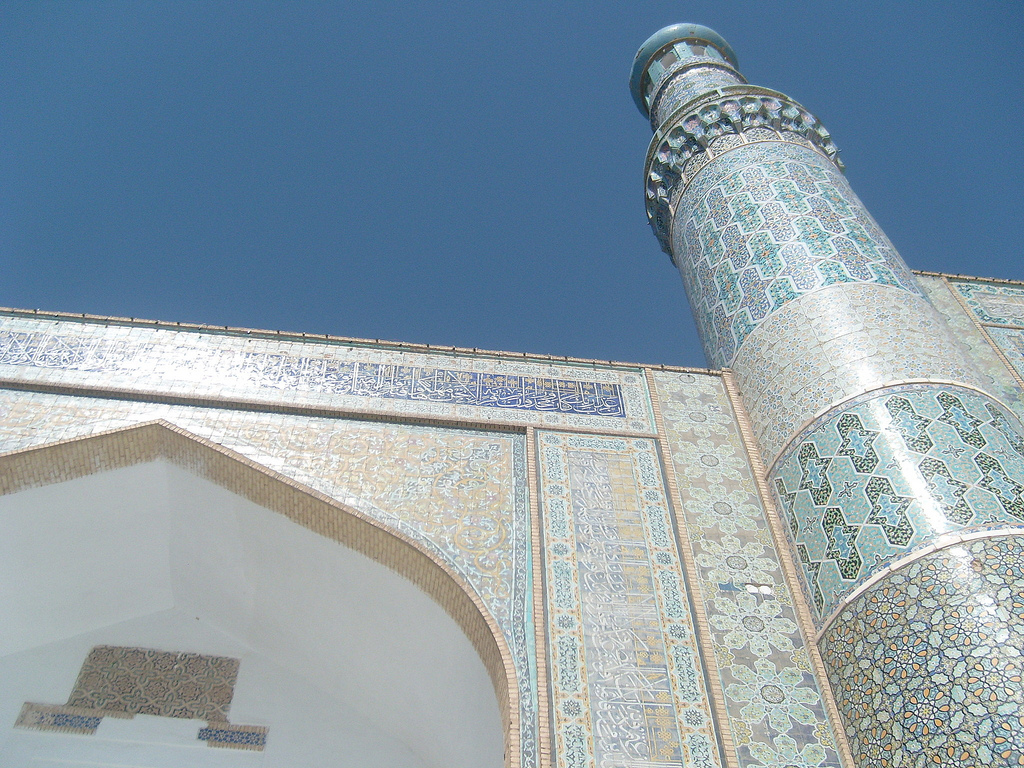
مسجد جامع هرات، اثری بجای‌مانده از دوران غوریان و تیموریان

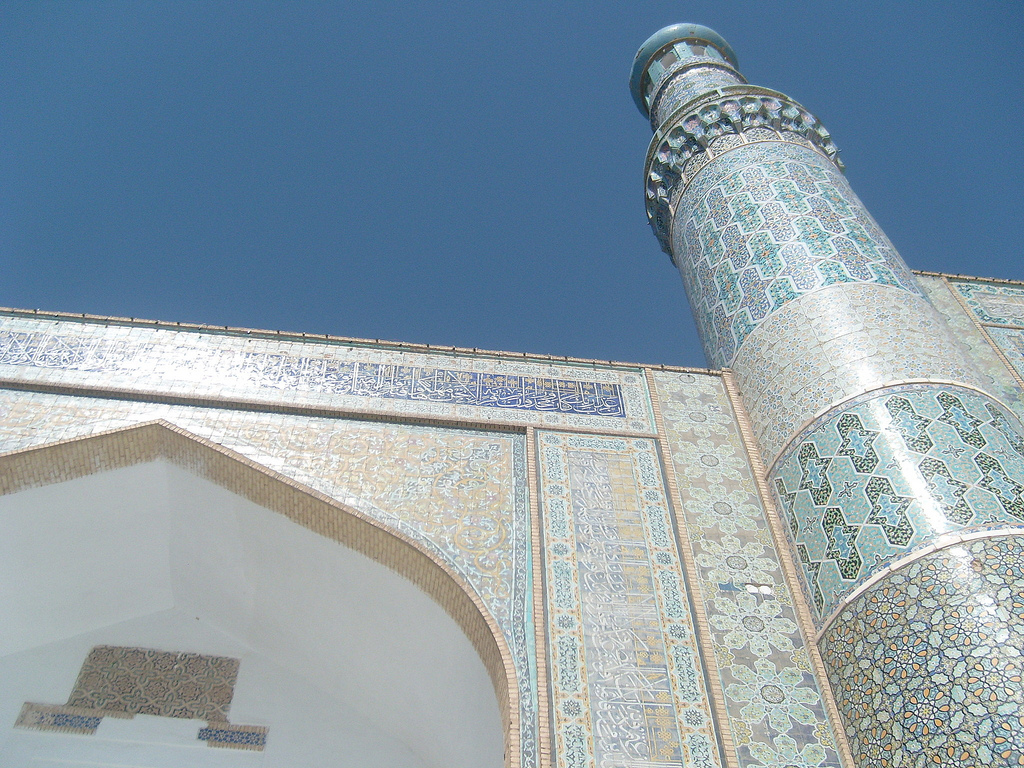
مسجد جامع هرات، اثری بجای‌مانده از دوران غوریان و تیموریان

با این وجود، بناهای مهم شهر خارج از این دیوارها واقع هستند. درست در بخش شمالی این دیوارها کُهندِژ قرار دارد، که احتمالاً بقایای سدهٔ سیزدهم این شهر است. در بالای آن، بُقعهٔ شاهزاده ابوالقاسم واقع بوده، که یک زیارتگاه بجای‌مانده از عصر تیموریان متعلق سدهٔ پانزدهم است. کمی آنطرفتر بسوی شمال، مسجد گوهرشاد و شش منارهٔ بسیار ظریف کاشی‌کاری‌شده از خشت فاینز (faience) و متعلق به سده‌های چهاردهم و پانزدهم میلادی دیده می‌شود. همگی این‌ها بقایای مجموعه‌ای از سه بنای بجای‌مانده هستند: مصلای گوهرشاد، مدرسهٔ سلطان حسین بایقرا، و بقعهٔ میرِ شهید یا عبدالله الولید، بنایی گنبدی متعلق به سال ۱۴۸۵/۶، واقع در ۲۰۰ متری جنوب‌غرب دیوارهای شهر.
در اوایل سدهٔ نوزدهم، منشوری با خط میخی از دورهٔ هخامنشیان و نشان‌ها و گوهرهایی از دورهٔ ساسانیان به‌طور تصادفی در هرات پیدا شده‌است.

### کابل
شهری است بزرگ که بخاطر نوسازی‌های اخیر بر روی بناهای تاریخی، ویژگی و گستردگی آن نامشخص است. کابل در میان سه کوه شیردروازه، آسمائی و مَرَنجان واقع است. تنها بقایای موجود بالاحصار کابل و دیوارهای شهر بر روی تپهٔ شیردروازه است که مجموعه‌ای است از دژهای سنگی و گِلی و احتمالاً متعلق به عصر یفتالیان که بر روی آن نوسازی‌های گسترده صورت گرفته‌است. دیوارهای شهر در اصل تا پهنای کوه آسمائی و دشت اطراف دِه‌افغانان نیز امتداد می‌یافتند، و شش دروازه داشتند. در کابل شمار زیادی آثار تاریخی چشمگیر به‌طور تصادفی بدست آمده‌اند، از آنجمله آثار بودایی است که در سال ۱۹۰۵ در زیارت خواجه صفا در شیردروازه کشف شده‌اند، و قریب به ۱۰۰۰ سکهٔ یونانی و هخامنشی که در سال ۱۹۳۳ توسط کارگران ساختمانی در چمن حضوری بدست آمده‌اند.

### مزار شریف
زیارتگاه علی بن ابی‌طالب (مسجد کبود یا روضهٔ شریف) از ارزشمندترین نمونه‌های معماری اسلامی شهر مزار شریف است که در دورهٔ سلطان حسین بایقرا بنا شده و در سال‌های اخیر نوسازی‌ها و تزئیناتی در ایوان ورودی و دیگر بخش‌ها صورت گرفته‌است. در قسمت جنوب‌غربی روضه گنبد و ایوان (بارگاه) بزرگی دیده می‌شود که احتمالاً متعلق به عصر تیموریان است. در داخل رواق کوچکی، در سمت چپ درب ورودی، سنگ قبری تزیین‌شده از مرمر وجود دارد که احتمالاً از عصر غزنویان است.

## موسیقی و رقص

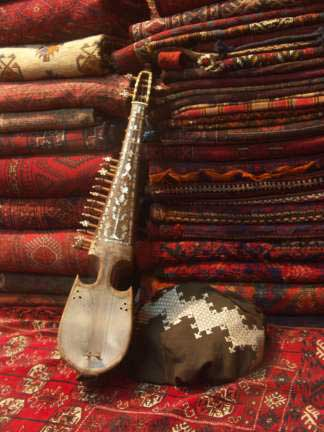
رباب، ساز ملی و اصیل افغانستان

موسیقی افغانستان نقطه عطف زیبایی‌های تنوع قومی و زبانی در افغانستان است. در این کشور سبک‌ها و شیوه‌های گوناگون موسیقی، از غزل فارسی گرفته تا راگ هندی رواج دارد. موسیقی افغانستان تا حد زیادی به صورت ترانه است، با اینحال رپرتوار قابل توجهی از موسیقی بدون کلام نیز وجود دارد. شعر جایگاه ویژه‌ای در فرهنگ موسیقی این کشور دارد. میراث شعر فارسی، که مشترکات فراوانی نیز با ایران دارد، اهمیت بسیاری در بین مردم داشته و همچنین شعر پشتو نیز دارای ریشه‌های تاریخی است. متن ترانه‌ها متشکل از موضوعات معدودی است. آهنگ‌های عاشقانه با تِم‌هایی از عشق نافرجام و اشارهٔ مکرر به داستان لیلی و مجنون، بیشتر موضوعات ترانه‌ها را تشکیل می‌دهند و به وقایع جاری و تجربهٔ شخصی کمتر پرداخته می‌شود.
در طول تاریخ هزاران سالهٔ این سرزمین، آریایی‌ها از موسیقی و رقص برای اجرای مراسم مذهبی استفاده کرده‌اند. یکی از نخستین گونه‌های موسیقی در این سرزمین، ریگ‌ودا است. آواها، ریتم‌ها و تِم‌های ریگ‌ودا هنوز هم در موسیقی مدرن افغانستان نفوذ دارند.

### سبک‌های موسیقی افغانستان
موسیقی تصوف: این موسیقی توسط نعت خوانان و شاعران سبک صوفیه و قوالی خوانان اجرا می‌شود. موضوع این سبک توصیف خداوند و پیغمبر اسلام و یاران دوره محمد است. شعرهای این سبک بعضاً تا ده ساعت طول می‌کشد. معمولاً در پهلوی سرود خوان ۳ تا ۱۰ نفر مکررین و همکاران نیز سرودخوان را یاری می‌کنند. این موسیقی دارای طرزهای چشتی، روضه‌ای، نوائی و غیره‌اند.
موسیقی محلی: هر گروه قومی در افغانستان سبک ویژهٔ موسیقی محلی خود را دارد. ترانه‌ها، صرف نظر از اینکه از کجا باشند، بیشتر در وصف گل و بلبل، می و معشوقه و بر اساس شعر حماسی و افسانه‌ها می‌باشند. موسیقی آن عده محلات و سمتهایی که شهرت دارند عبارتند از: سبک بدخشی، خراباتی، لوگری، قطغنی، هزارگی، داستان سمت مشرقی، سبک غرنی مردم پکتیا، کلیوالی ملیت پشتون، ترکمنی، هراتی، قرصک پنجشیر، و هارمونیک یا چند آواز کشین مردم نورستان است.
آلات موسیقی: رباب ساز ملی افغانستان است و از سازهای زهی، با دستهٔ کوتاه که با دست یا کمانه نواخته می‌شود. سازهای زِهی با دستهٔ بلند همچون تنبور، دوتار و دمبوره و همچنین سازهای زهی با دستهٔ خمیده همچون سَرِنده و غیچک رایج هستند. تنبور و دوتار ۱۴-سیمِ هراتی تنها سازهایی هستند که منحصر به افغانستان می‌باشند.

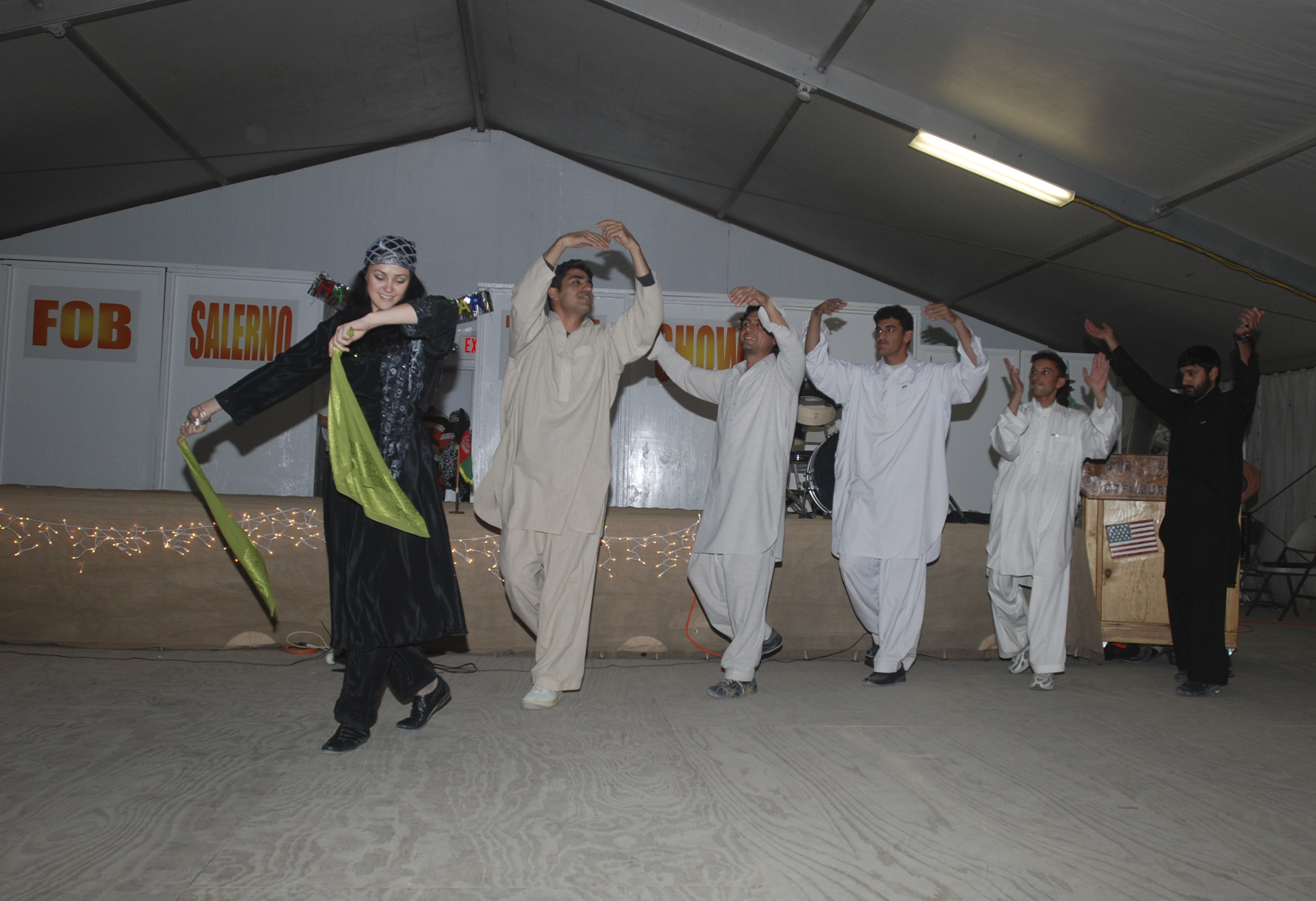
رقص اَتَن از جمله رقص‌های ملی افغانستان است.

### رقص‌های محلی
اَتَنِ ملی: رقص اتن یا اَتَنِ ملی از جمله رقص‌های ملی افغانستان است. این رقص در مراحل اول در بین قوم پشتون ساکن افغانستان و پاکستان مروج بود. اتن ملی معمولأ طور دسته‌جمعی بوسیلهٔ جوانان مرد یا زن اجرا می‌شود. رقص اتن ملی به‌طور مدور با جنباندن سر و دست به‌طور منظم انجام می‌شود. گمان می‌رود این رقص در دوره یونانی‌های باختر در سرزمین باستانی باختر در شمال افغانستان مروج گردیده باشد. این رقص در طول دوره تاریخ اشکال مختلف را بخود گرفته‌است. برخی از محققان بر این باورند که رقص اتن از روزگار زردشت بجای مانده‌است. آن‌ها دورادور آتش می‌چرخیدند و سروده‌هایی از اوستا را می‌خواندند که با حملات عرب و مغول‌ها بسیاری از این سنت‌ها از بین رفته‌اند.
رقص پیشپو: که اکثراً در مناطق مرکزی افغانستان و در بین اقوام هزاره رواج دارد.
رقص قَرصَک پنجشیر: این رقص در بین مردم تاجیک ساکن منطقهٔ پنجشیر رواج دارد که با کف زدن و یک دایره اجرا می‌شود. معمولاً در قرصک ده تا پانزده نفر اشتراک می‌کنند. یک نفر دایره می‌زند و دو نفر دیگر شعرگویی می‌کنند یا رباعی می‌خوانند، که در آغاز مقام است.

## هنر و معماری

### هنر و معماری باستان

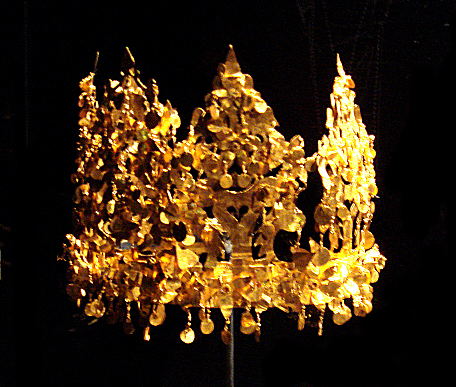
تاج طلایی متعلق به یک زن کوچ‌نشین سکایی، پایگاه باستان‌شناسی طلاتپه در ولایت جوزجان، سدهٔ یکم پیش از میلاد - سدهٔ یکم پس از میلاد، موزیم ملی افغانستان

تندیس‌های گِلی کوچک و ساده از دورهٔ نوسنگی که احتمالاً ایزدان محافظ بودند در تمامی پایگاه‌های باستان‌شناسی از خاور میانه تا هند یافت می‌شوند؛ در افغانستان هم این پایگاه‌ها در مُندیگک، نادِ علی و تپهٔ دِه‌مُراسی (پشتو: دِه‌مُراسی غوندَی) واقع هستند؛ سردیس سنگی کوچک که با همتاهای آن در میان‌رودان (بین‌النهرین) مشابه است، نشان می‌دهد که این سردیس مربوط به یک نجیب‌زاده بوده‌است. باختری‌ها و بعدها کوشانیان و جانشینان آنها، با الهام گرفتن از سنت بومی ایرانی خود و سنت یونانی، با چهره‌نگاری شهریارانشان بر روی سکه‌ها، گونه‌ای مهم از هنر و منبعی غنی از داده‌های تاریخی را به وجود آوردند. چهره‌نگاری‌های شاهان را می‌توان به صورت حکاکی‌شده بر مدخل معابد سنگی یا بر روی دیوارهای نیایشگاه‌ها یافت.
تاثیرپذیری از هنر غرب، در دورهٔ شاهنشاهی ماد یا در هر صورت، در طی فتوحات کوروش بزرگ و داریوش بزرگ در سده‌های ششم و پنجم پیش از میلاد آغاز شد. آثار بجای‌مانده از این دوران در ناد علی، قندهار، بلخ، طلاتپه، آلتین‌تپه، و دهانه غلامان یا «زرین»، پایتخت سرزمین باستانی زرنگ (بگفتهٔ کتزیاس) قابل مشاهده‌است. تأثیر فرهنگ یونانی در این شهرها به دوران فتوحات اسکندر مقدونی در سدهٔ چهارم پیش از میلاد برمی‌گردد. جانشینان اسکندر در مشرق‌زمین، یعنی سلوکیان، اشکانیان (پارت‌ها)، یونانی‌باختری‌ها و ساسانیان در واقع ناقلین واقعی هنر یونانی ایرانی در عصرشان (سدهٔ سوم پ. م - سدهٔ ششم میلادی) بودند و تأثیر هنرشان در معماری (نقشه‌های شهرها و دژها، ستون‌ها، بناهای شهری و غیره)، تندیس‌گری (ستون‌های شبه‌کُرینتی، سرستون‌های فرتوردار، نقش و نگارهای گُل‌دار و طومارشکل)، و نگارگری قابل رویت است که در آن عناصر تزئینی در مغاره‌های سنگی تا حد زیادی مدیون به هنر ساسانی است. مردمان کوچ‌نشین (چادرنشینان) اِستِپ‌ها، زرگرهای سکایی تأثیریافته از هنر یونانی، و صنعتگران جنوب سیبری و اُردوس هم سنت‌ها و سبک‌هایشان را به افغانستان انتقال دادند. در سدهٔ یکم میلادی، راهبان بودایی منطقهٔ گَنگ در هند، برای نیایشگاهایشان نمادها و نگاره‌هایی آفریدند که بسرعت در منطقه متداول شد. این هنر پیکرنگاری که از سرزمین‌های باستانی هند و گندهارا الهام گرفته شده بود تا عصر پیدایش اسلام دوام پیدا کرد. (رجوع شود به هنر گندهارا)
هنر باستانی افغانستان نخستین‌بار در گنجینه‌های موجود در مدخل استوپه‌هایی بودایی نمایان شد که به‌طور تصادفی توسط گردشگران یا باستان‌شناسان کشف شده‌بودند. گنجینه‌های بگرام، که پیشینهٔ آن‌ها به سده‌های اول و دوم میلادی برمی‌گردد، طی سال‌های ۳۹–۱۹۳۷ توسط ژوزف هَکَن (Joseph Hackin) و تیم وی در هیئت باستان‌شناسی فرانسه در افغانستان کاوش شد. این گنجینه شامل ظروف شیشه‌ای، ظروف و تندیس‌های بُرُنزی، قالب‌های گچی با بُن‌مایه‌های یونانی، و اشیائی است که اغلب آن از مناطق مدیترانه آمده‌بودند. این گنجینه همچنین متشکل از قطعات چوبیِ سامان (اثاثه) خانه است که با عاج هندی حکاکی و تزئین شده‌اند. ظروف مشروب‌نوشی چینی نیز گواه بر استفاده از راه ابریشم است.
طلاتپه، گنجینهٔ دیگری است که از شش گور (پنج زن و یک مرد) بدست آمده‌است و تا آن‌زمان به‌خوبی نهفته و دست‌نخورده باقی مانده‌بودند. اجساد مدفون در این گورها در پارچه‌هایی ظریف پوشانده شده‌بودند که از مدال‌های زرین دوخته شده‌بودند، و جامه‌های آن‌ها از تارهای طلایین بافته شده و با مروارید نقش‌دوزی شده‌بودند. شمشیرها و خنجرهای آن‌ها در غلاف‌های طلایی و تزئین‌شده با نقش‌هایی از حیوانات، جای گرفته‌بودند، و کمربندهای آن‌ها با نقش‌های مدالی آذین داده شده‌اند؛ گردنبندها و آویزه‌ها با ایزدان ایرانی و یونانی، همچون کوبله (Cybele) به شکل ایزدبانوی حیوانات نقش‌نگاری شده‌اند. گمان می‌رود این آثار هنری توسط زرگران سیتی (Scythian) یا سکایی ساخته شده‌باشد که در خدمت شاهزادگان کوچ‌نشین سرزمین باختر بودند و در سرزمین گندهارا تندیس‌هایی تهیه می‌کردند که هنر بکار رفته در آن تلفیقی از هنر یونانی-پارتی و هنر مردمان باشندهٔ اِستِپ‌ها بوده و شامل زیورات و تندیس‌های از بوداسف می‌شده‌است.
باختر: سرزمین باستانی باختر، واقع در درهٔ آمودریا (به یونانی: Oxus)، زمانی یک واحد یکپارچهٔ سیاسی در منطقه‌ای را تشکیل می‌داد که امروزه به چند ولایت شمالی در افغانستان تقسیم شده‌است. نوشته‌های تاریخی حکایت از آبادانی و شکوفایی این سرزمین دارند که جمعیت زیادی در آن می‌زیستند، جایی که امروز تبدیل به یک بیابان شده‌است. در پژوهش‌های اخیر، مناطق شهری و فرهنگی حیرت‌انگیزی در این سرزمین نمایان شده‌اند که حاوی نمونه‌هایی شگفت‌انگیز از تزئینات و معماری هستند.
شهر آی‌خانم، واقع در منتهی‌الیه شمال‌شرقی باختر در محل پیوندگاه رودهای آمو و کوکچه است. ورود مردمان کوچ‌نشین (عشایر) به این منطقه، شهر را بین سدهٔ چهارم پیش از میلاد و سال ۱۳۰ پیش از میلاد دارای سکنه کرده‌بود. ویرانه‌های این شهر در سال ۱۹۶۱ به‌طور تصادفی، توسط ظاهرشاه هنگام شکار کشف شد. آثار بدست آمده از آی‌خانم اختلاط عناصر معماری محلی و تزئینات معماری یونانی را در یک مرکز اداری بزرگ، یک سالن تئاتر، و یک ورزشگاه به خوبی نشان می‌دهد. همچنین سنگ‌نوشته‌ها و نسخه‌های یونانی بدست آمده که به خطی نوشته شده‌اند که از خط شکستهٔ یونانی تأثیر پذیرفته‌است.
هده: زمانی که راهبان بودایی هندی در آغاز دورهٔ اشاعهٔ مسیحیت، به شمال‌غرب هند رسیدند، در سرزمین گندهارا و در منطقهٔ جلال‌آباد افغانستان جای گرفتند. در این دوره نیایشگاه‌ها و معابدی در پیرامون روستای کنونی هده و تپه‌های مُشرِف به رود کابل تکثیر یافتند. این معابد از سنگ شیست، سنگ آهک، یا گِل بنا شده‌اند و با نقش‌ها و نگاره‌های گِلی و استاکو (stucco) تزئین شده‌اند. تندیس‌های بودا، که بزرگتر از تندیس‌های همراهانش هستند، با مهارت زیادی ساخته شده‌اند و قالب نگهدارندهٔ آن‌ها با نقش‌های بُهت‌انگیزِ سبکِ رئالیزم نگاربندی شده‌اند. هنرمندانی که این آثار را خلق کرده‌اند به‌خوبی قادر بودند اجزای چهرهٔ اقوام مختلف و جزئیات پوشاک گوناگون و زیورآلات ساخته‌شده به سبک باروک را بازآوری کنند. چهره‌نگاری‌هایی (پُرتره) از قبیل یک شاهدُخت، یک سرباز، یک راهب با سرِ تراشیده، یک مرد کوچ‌نشین پوشیده در ردا، و یک فرد بدوی و وحشی. نیایشگاه‌هایی که در تپهٔ شُتُر حفر شده‌اند، همچون تصاویر زنده‌ای، شاهدخت‌ها، اهداکنندگان خیرات، و ایزدان هندو (هندویزم اولیه) را ترسیم می‌کنند که در هنگام اجرای مراسم مراقبه (Meditation) در پیرامون بودا جمع شده‌اند. برخی از این تندیسگری‌ها، همچون پیکرهٔ ناگه شاه، نمایانگر تأثیرپذیری از هنر هند هستند؛ برخی دیگر، همچون هِراکلِس-وَجرَپانی یا وجرپانی-اسکندر بدون شک تقلیدی از سکه‌ها و تندیس‌های بُرُنزی باستانی مشرق‌زمین هستند. امروزه پیشینهٔ هنر گندهارا را به سده‌های دوم تا ششم میلادی تخمین می‌زنند.
کاپیسا: سرزمین بگرام، که گمان می‌رود زمانی پایتخت شاهنشاهی کوشان بوده، و امروز در ولایت (استان) پَروان (کاپیسای قدیم) در نزدیکی کابل واقع است، متشکل از نمونه‌هایی از هنر پیش از اسلام است که پیشینهٔ آن به ورود کوشانیان در سدهٔ اول میلادی تا فرمانروایی هندوشاهیان (کابل‌شاهیان) در سده‌های دوم تا هشتم میلادی برمی‌گردد. در کوهپایه‌های جنوب کابل دو معبد شیوَکی و گُل‌دره مستقر هستند که استوپه‌های آن با قدمت سده‌های چهارم تا پنجم میلادی، با فریزهای (نواره‌های مزین به نقوش) نیم‌دایره‌ای و سرستون‌های سه‌تکه‌ای تزئین داده شده‌اند. در مسیر کوهستانی بین این دو پایگاه، منار چَکَری واقع است که معماری آن با معماری هندی دورهٔ مائوریاها شباهت دارد.
در حوزهٔ بگرام در شمال کابل معابد پایتاوه و شُتُرک واقع هستند که تندیس‌های آن از سنگ شیست ساخته شده و با رنگ‌های روشن و طلایی رنگ‌آمیزی شده‌اند و قدمت آن‌ها به سدهٔ سوم میلادی می‌رسد. سبک هنری این معابد دارای ویژگی‌های سبک محلی است و پیکرنگاری آن منحصر به هنر همان منطقه است. حوزهٔ خیرخانه، مُشرِف به کابل، با پیشینهٔ سده‌های هفتم و هشتم میلادی، معبدی است که مربوط به یک ایزد برهمنی ناشناخته است. سنگ مرمر سفید و سبک پساگوپتایی (پُست-گوپتا) با تندیس‌های کشمیر همخوانی دارد. در سال ۱۹۸۰، تندیسی از سوریا، ایزد هندی، به‌طور تصادفی نمایان شد که احتمالاً سرنخی برای تندیس بزرگ کشف‌نشده بود. این تندیس نشانه‌ای از اسناد جمع‌آوری‌شده از تأثیر هنر هند در این دوره است.

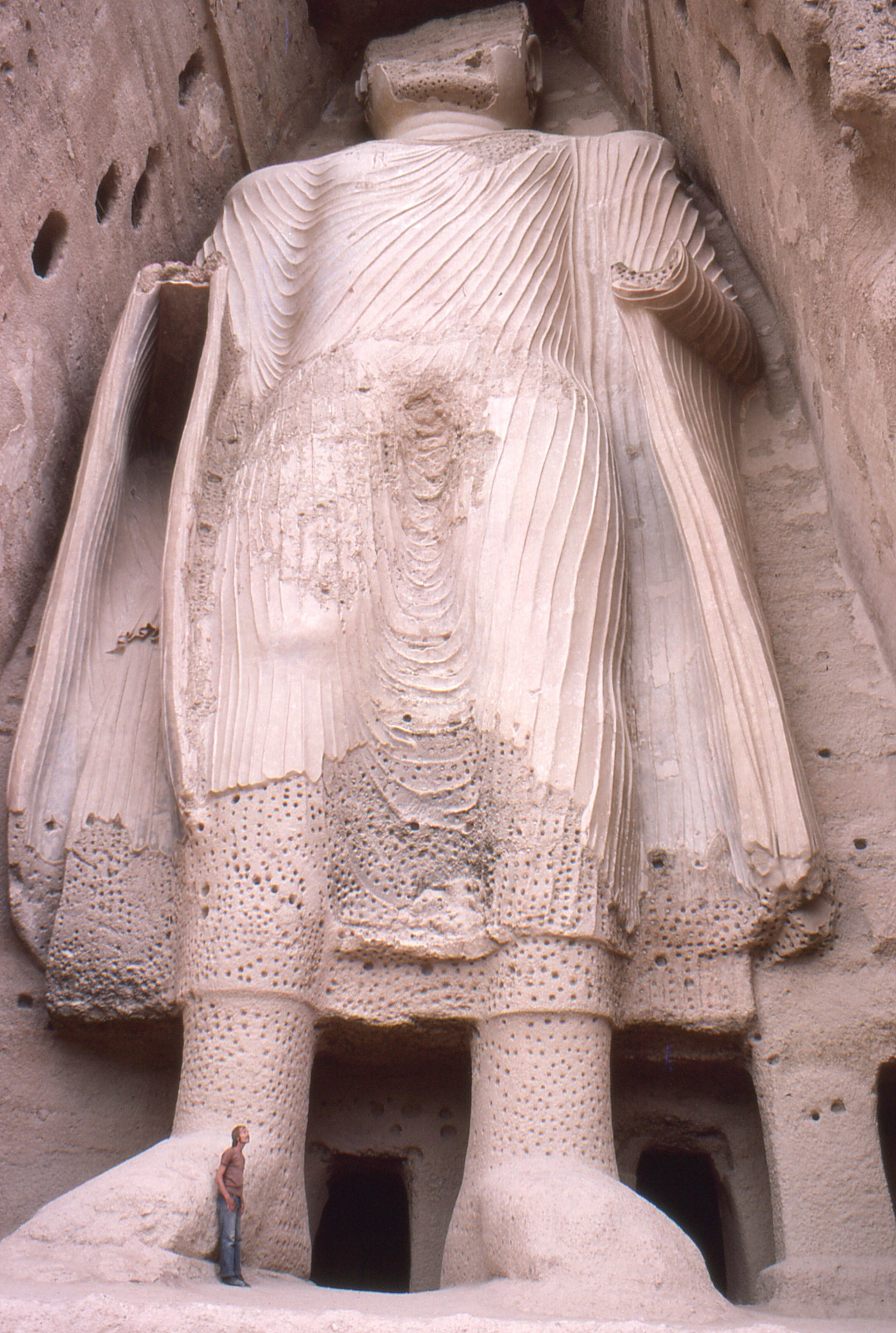
تندیس بودای کوچک (۳۸ متر) در سال ۱۹۷۷ (قبل از آنکه توسط طالبان در سال ۲۰۰۱ تخریب شود)، سدهٔ دوم پس از میلاد، بامیان، مرکز افغانستان

بامیان: دو تندیس بزرگ از بودا در بامیان به بلندای ۵۵ متر و ۳۸ متر، تا قبل از آنکه توسط گروه بنیادگرای طالبان در سال ۲۰۰۱ تخریب شوند، بزرگ‌ترین تندیس‌های بودا و بلندترین مجسمه‌های سنگی در جهان به‌شمار می‌آمدند، و برای زمانی طولانی از جاذبه‌های اصلی گردشگری در افغانستان بودند. اطراف تندیس‌ها صدها مغاره وجود دارد که گفته می‌شود قبل از اسلام راهبان بودایی در آن‌ها مشغول عبادت و آموزش آموزه‌های بودایی بوده‌اند. شماری از این مغاره‌ها پر از نقاشی‌های مذهبی بوده و در بیشتر این نقاشی‌ها تصویر زنان و مردان نقاشی شده‌است. برخی از این نقاشی‌ها مربوط به لحظاتی از زندگی بودا می‌شود. گفتنی است بامیان در عهد باستان مرکز مهم بوداگرایی بوده، و با قرارگرفتن در قلب جاده ابریشم استراحت‌گاهی برای کاروان‌ها بوده و راهبان بودایی را از سرتاسر منطقه جذب می‌نموده است. معابد صخره‌ای متعددی در درهٔ بامیان، در قلب رشته‌کوه‌های هندوکُش، در مسیری صعب‌العبور واقع هستند، که سرزمین‌های باستانی کاپیسا و باختر را به یکدیگر متصل می‌کرده. در بامیان معابد بودایی وجود دارند که در آن پیکره‌های گِلی رنگ‌آمیزی‌شده موجود بوده و احتمالاً در سدهٔ سوم میلادی بنا شده و هنوز تا سده‌های هعتم و هشتم میلادی فعال بوده‌اند. این معابد از هنر ساسانیان ایران و بعدها از فرهنگ هندی گندهارا و پُست-گوپتا تأثیر پذیرفته بودند. گمان می‌رود این نمادها توسط کیداری‌ها (بازماندگان کوشانیان) یا حتی یفتالیان ترویج داده شده باشند، و به‌گفتهٔ زائران چینی همچون هوان‌تسنگ، این‌ها بودائیانی زاهد و پارسا بودند. بر روی تپه‌ای مشرف به جنوب، دو فرورفتگی کنده‌کاری‌شده تندیس‌های بودا را دربرمی‌گیرند. داخل این فرورفتگی‌ها را نقش‌های مذهبی با هاله‌های نوری رنگین فراگرفته‌بود. در زیر تاق قوسی حافظ تندیس ۳۸ متری بودا، ایزد بزرگ خورشید، یا احتمالاً همان میترا، جامه‌ای از خفتان و ردایی آویحته بر تن دارد، که در قسمت سقف آن دو ردیف از شاهان اهداکنندهٔ خیرات دیده می‌شود. در فرورفتگی‌های دیگر، پیکره‌های بوداسف (boddhisattva) با لُنگ‌هایی (dhōtī) بر تن و شال‌هایی آویخته بر سر دیده می‌شوند. ساختار سقف تاق‌ها مشابه همتاهای آن در آسیای میانه است، درحالیکه قوس‌ها تقلیدی از معماری ایرانی است. تزئینات پایگاه‌های مجاور در کَکراک و فولادی مشابه همتاهای خور در دوران واپسین بامیان هستند.
فُندُقِستان، معبدی کوچک در مسیر بامیان است که تندیس‌های زیبای آن از گِل نپختهٔ رنگ‌آمیزی‌شده، با قدمت سدهٔ هشتم میلادی با ویژگی تأثیرپذیری از سبک‌های همزیست‌گونهٔ متعدد ایرانی، هندی و آسیای میانه است. در این تندیس‌ها با سبکی ویژه از رئالیزم و خمشی فن‌ورانه، دوشیزهٔ هندی دلربا دستش را بر دست یک شاهزادهٔ محلی گذاشته که جامه‌ای تُرک‌مانند بر تن دارد. نقاشی‌های بوداهای متین و بوداسف‌های سبک باروک با چهره و پوشاک عجیب که بیشتر برای پُر کردن پانتئون (معبد رومی) مساعد بودند. معبد دیگر بودایی در غزنی در تپه‌سردار واقع است که قدمت آن به سده‌های سوم تا هشتم میلادی برمی‌گردد. یک هیئت ایتالیایی آثاری را کاوش کردند که نشان‌دهندهٔ تأثیر سبک‌ها و فرهنگ‌های گوناگون ذکرشده بوده و بک مقایسهٔ دقیق درونمایه‌ها کمک می‌کند. خشت‌های نپخته و گچی و تندیس‌های رنگ‌آمیزی‌شده و زراندودشده (طلایی‌رنگ) نمایانگر هنر تندیس‌نگاری هستند که به مطالعهٔ تحول فرهنگ و گرایش‌های مذهبی طولانی‌مدت و گذر احیای بوداگرایی مهایانای اولیه و برهمن‌گرایی یاری می‌رساند.

### هنر و معماری اسلامی
هنر اسلامی یکی از دوران‌های شکوهمند تاریخ هنر و یکی از ارزشمندترین دستاوردهای بشری در عرصه هنری به‌شمار می‌آید و شامل انواع متنوعی از هنر همچون معماری، خوشنویسی، نقاشی، سرامیک و مانند آن‌ها می‌شود. خوشنویسی بارزترین هنر اسلامی است در سرزمین‌های اسلامی خط زیبا را نه فقط در نگارش قرآن، بلکه در اغلب هنرها به‌کار می‌بردند. در خوشنویسی میر علی تبریزی هروی (درگذشت: ۸۵۰ ق. /۱۴۴۷) را واضع خط نستعلیق معرفی کرده‌اند و میر علی هروی (درگذشت: ۹۵۱ ق. /۱۵۴۴) ملقب به کاتب‌سلطانی از سرآمدان نستعلیق‌نویسی و از خوش‌نویسان بزرگ سده دهم هجری است که خط او از نظر رعایت اصول، استحکام و همواری، صفا و شأن، تا زمان خود بی‌همتا بوده‌است. هنر نگارگری یا نقاشی هرگز آنگونه که در هنر مسیحیان یا بودائیان مورد احترام بوده در سرزمین‌های اسلامی مورد توجه قرار نگرفته‌است. نقاشی اسلامی به‌تدریج در سرزمین‌های اسلامی اهمیت یافت. با سقوط خلافت عباسی طی دوره ایلخانی هنرهای کتاب‌سازی و نقاشی رشد شگرفی کرد. تأثیر هنر چینی و نقاشی‌های آسیای شرقی و مرکزی در این دوران مشهود است. سنت نقاشی ایلخانی در دورهٔ تیموریان پی گرفته شد و در دورهٔ صفوی به اوج رسید. کمال‌الدین بهزاد، بزرگ‌ترین و مشهورترین نقاش (مینیاتور) اهل هرات عصر تیموری در سده دهم هجری بود.
شاید یکی از مهم‌ترین نمودهای هنر اسلامی معماری باشد. به‌ویژه مساجد چهار ایوانه و ستون‌دار که معرف هنر معماری اسلامی است. این عمارت‌های باشکوه، می‌تواند نأثیر فرهنگ‌های متفاوت در درون تمدن اسلامی را نشان دهد. از نخستین بناهای اسلامی در افغانستان مسجد نه‌گنبد (حاجی پیاده یا نوبهار باستان) در بلخ است که در نیمهٔ سدهٔ نهم میلادی به سبک سامانی بنا شده‌است.
حکومت غزنویان از نظر هنردوستی و توجه به شاعران فارسی‌سرا از اهمیت بالایی برخوردار است. در زمان سلطان محمود و پسرش سلطان مسعود غزنی به مرکز سیاسی و فرهنگی آسیای میانه و هند تبدیل می‌شود. آثار آن را می‌توان در تعداد زیادی از ویرانه‌های بناهای یزرگ و عظیمی نشان داد که هنوز در اطراف و محلات غزنی پراکنده‌اند. مؤلفین اولیه اسلامی عصر غزنویان، از تعداد زیاد باغ‌ها، مساجد، منارها، مدرسه‌ها و قصرهای غزنی یاد می‌کنند.
از آثار بجای‌مانده از عصر غوریان در افغانستان، منار جام در ولایت غور است که در سدهٔ دوازدهم میلادی، در عصر سلسلهٔ غوریان بنا شده و گمان می‌رود این منار یا بُرج پیروزی نمایانگر شهر فیروزکوه، پایتخت سلسلهٔ غوریان باشد. منار جام ۶۵ متر ارتفاع داشته و متشکل از یک قاعده هشت ضلعی است که ۹ مترعریض بوده و ۴ استوانه مخروطی مانند در بالای آنست. در اینجا یک راهزینه دوگانه درداخل قاعده و استوانه اولی است. تمام برج که از خشت پخته ساخته شده، در بیرون بواسطه خشتکاری تزئینی پوشانیده شده، به‌شمول شبکه‌کاری‌های که تشکیل‌کننده کتیبه‌ها و سوره ۱۹ قرآن (مریم) است. در همسایگی جام یک‌تعداد زیاد استحکامات و برج‌ها کشف شده‌است. این‌ها شاید بخشی از کارهای دفاعی محافظت‌کننده قلب سرزمین امپراتوری غوری باشد. در سال ۲۰۰۲، مرکز حفظ میراث جهانی یونسکو خواستار ثبت این منار در فهرست میراث فرهنگی جهان شد. یکی از آثار بزرگ غوری‌ها، مسجد جامع بزرگ هرات است. این مسجد شامل قبر غیاث‌الدین محمد غوری نیز است که در ۳–۱۲۰۲ در هرات می‌میرد. یادگار مهم دیگر مدرسه شاهی مشهد در شمال‌شرق هرات به امتداد ساحل چپ رود مرغاب است. بقایای غوری‌ها یا حداقل تعمیرات مربوط به زمان غوری‌ها در بامیان (شهر ضحاک و شهر غُلغُله) و در چشت غرب هرات نیز تشخیص شده‌است. یک منار مشهور از این‌زمان، منار دولت‌آباد در شمال بلخ است که در اوایل سدهٔ ۱۲ ساخته شده‌است. بالاخره کمان (تاق) مشهور بُست نیز می‌تواند مربوط به دوران غوری‌ها باشد. این ساختمان در پای ارگ بُست برافراشته شده و شاید مدخلی برای یک مسجد بزرگ یا خود ارگ باشد. تزئینات این کمان با منار دولت‌آباد قابل مقایسه است.
دورهٔ تیموریان ۷۷۱ – ۹۱۱ ه‍. ق/۱۳۷۰–۱۵۰۶ م) به رغم نابسامانی و منازعات داخلی و خارجی، دوره رونق فرهنگ، هنر، ادبیات، تاریخ، ریاضی و نجوم بود. دربار هرات به‌سبب هنرپروری و هنرمندی فرمانروایان تیموری، محل تجمع و آمد و شد هنرمندان و ادیبان برجسته بود. تیمور با اینکه بسیار خونریز بود ولی به دانش و هنر علاقه نشان می‌داد. از این‌رو هنرمندان و صنعتگران از کشتارهایش در امان بودند. فرزند او شاهرخ و نوه‌هایش الغ‌بیگ، بایسنقر میرزا و ابراهیم میرزا نیز این سیاست را پی‌گرفتند. هنر نقاشی و خوشنویسی در دوره تیموری به شکوفایی قابل توجهی دست یافت.
فرمانروایی شاهرخ را سرآغاز یک عصر جدید و تجدید حیات در بعضی از انواع هنر معرفی کرده‌اند. در کتاب‌های پدیدآمده در این دوره شامل نفیس‌ترین مینیاتورها و استادانه‌ترین خوشنویسی‌ها هستند که به زیبایی تمام صحافی و جلدآرایی گشته‌اند. پاره‌ای از زیباترین نقاشی‌ها، ریشه در مکتب هرات دارند که به‌طور کامل با حمایت شاهزاده‌های تیموری در شهر هرات شکل گرفت و استاد بزرگ نقاشی یعنی کمال الدین بهزاد برخاسته از چنین مکتبی است. خطوط زیبای فارسی نظیر خط نستعلیق در دوره جانشینان تیمور شکل گرفت و آخرین مراحل تکاملی اش را در این دوره طی نمود. همچنین پاره‌ای از زیباترین آثار معماری ایرانی در این دوره به وجود آمد که از آن جمله می‌توان به مسجد گوهرشاد در مشهد و مسجد جامع گوهرشاد در هرات اشاره کرد. سلطان حسین بایقرا از فرمانروایان متاخر تیموری نیز حامی هنرها، علوم و ادبیات بود. ابوسعید پادشاه توانا، با کفایت، هنردوست این خاندان نیز خود هنرمندی قابل بود. میراث فرهنگی و هنری تیموریان در دوران صفوی در ایران و گورکانیان در هند پی گرفته شد.

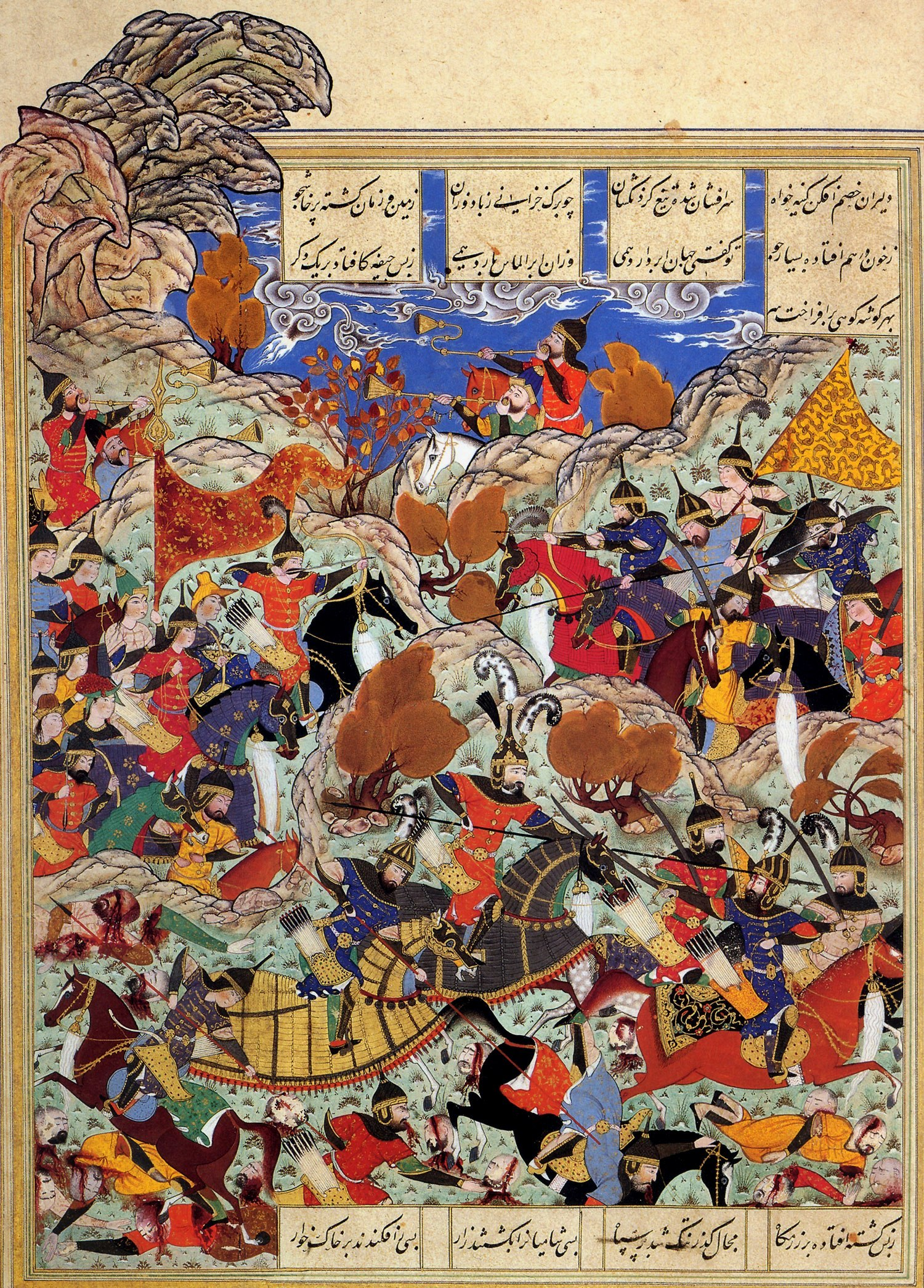
برگی از هنر نگارگری (مینیاتور) توسط کمال‌الدین بهزاد، نگارگر عصر تیموریان و اهل هرات، که صحنه‌ای از نبرد بین تیمور و سلطان مصر را نشان می‌دهد، کاخ گلستان در تهران

بلخ: شهری باستانی که با دیوارهای بلند دفاعی محاط بوده و توسط دژ بالاحصار واقع در شمال آن مستحکم می‌شده‌است. آثار تاریخی که در احاطهٔ این دیوارها قرار دارند عبارتند: از تپه زرگران، تپه‌ای مصنوعی که قدمت آن به سدهٔ دوم پیش از میلاد برمی‌گردد مقبرهٔ کاشی‌کاری‌شدهٔ خواجه ابونصر پارسا از جمله بناهای تاریخی بجای‌مانده از عصر تیموریان، متعلق به سال ۱۴۶۰/۶۱ میلادی است، و مدرسه سید سبحان‌قلی‌خان، متعلق به سدهٔ هفدهم، که از آن تنها یک ایوان (درگاه قوسی) با مقداری تزئینات باقی مانده‌است. آثار تاریخی دیگر در جنوب بلخ عبارتند از: تخت رستم، و مسجد نه‌گنبد (حاجی پیاده یا نوبهار باستان) که در نیمهٔ سدهٔ نهم میلادی به سبک سامانی بنا شده و یکی از نخستین بناهای اسلامی در افغانستان است.
غزنی: از شهرهای تاریخی افغانستان است و زمانی پایتخت غزنویان و غوریان (سده‌های یازدهم تا سیزدهم میلادی) و بعدها تیموریان (سده‌های پانزدهم تا شانزدهم میلادی) بود. در زمان سلطان محمود و پسرش سلطان مسعود غزنی به مرکز سیاسی و فرهنگی آسیای میانه و هند تبدیل می‌شود. آثار آن را می‌توان در تعداد زیادی از ویرانه‌های بناهای یزرگ و عظیمی نشان داد که هنوز در اطراف و محلات غزنی پراکنده‌اند. مؤلفین اولیه اسلامی عصر غزنویان، از تعداد زیاد باغ‌ها، مساجد، منارها، مدرسه‌ها و قصرهای غزنی یاد می‌کنند. چیزهای زیادی از غارت در امان نمانده، اما حوزهٔ وسیعی از ویرانه‌های بناهای تاریخی، بین شهر کهنهٔ غزنی، که با حصاری احاطه شده، و روستای روضه واقع بر روی یک تپه، هنوز وجود دارد. دو منار بلند بجای‌مانده از دورهٔ غزنویان از ارزشمندترین این بناهاست که هنوز در وضع خوبی پابرجاست. هر دو منار از خشت پخته و در بالای پلان یک ستاره هشت ضلعی ساخته شده‌است. یکی از این‌ها توسط سلطان مسعود (مسعود سوم) ساخته شده و دیگری در جوار او توسط بهرامشاه اعمار گردیده‌است. آثار معماری اولیه اسلامی، که مشابه آن در شمال افغانستان و ترکستان نیز یافت می‌شود، در غزنی خودنمایی می‌کنند. قصر مسعود سوم مجموعه‌ای وسیع از چهار ایوان، یک مسجد و چند شبستان است. تزئینات باشکوه، از خشت پخته و گچ، با رنگ‌های روشن رنگ‌آمیزی شده‌اند. نقش‌های هندسی و متن‌های فارسی حک‌شده از ابتکارات غزنویان بوده که اوج شکوه و شوکت آنان را نشان می‌دهد. برخی از قطعات آن به موزیم کابل انتقال داده شدند. بسیاری از آرامگاه‌های شخصیت‌های مهم غزنوی در اطراف شهر پراکنده‌اند، که از آن جمله می‌توان به مقبرهٔ سَبُکتِگین، مقبرهٔ شاهِ شهید و آرامگاه سلطان محمود غزنوی (که ارزشمندترین آنهاست) و باغ آن که امروزه روضه نامیده می‌شود، اشاره کرد. تعداد زیادی ابزار بُرُنزی و سُفالی نیز در اطراف و محلات غزنی کشف شده‌اند.
لشکری بازار: پایگاه باستان‌شناسی لشکری بازار که امروزه در منطقه‌ای بیابانی در امتداد سواحل رود هلمند، در بین بُست و لشکرگاه (مرکز ولایت هلمند) واقع است، در عصر غزنویان و غوریان و حتی بعد از آن مجموعه‌ای از قصرها، مسجد، و بناهایی همچون بازار و کارگاه‌های صنعتگران و هنرمندان را در خود جای داده بود که هنوز بقایای آن به‌شمول قصرهای متعدد مانند غزنی توسط حیاط‌ها با ایوان‌ها و مجسمه‌های گچی و نقاشی دیواری تزئین‌کننده دیوارها امروز دیده می‌شود. بازهم مانند غزنی، مواد تعمیراتی عمدتاً خشت بوده و خشت‌ها به عنوان یک اثر تزئیناتی بسیار مرغوب بکار رفته‌است. بزرگترین و جنوبی‌ترین سه قصر تشکیل‌کننده یک مستطیل حدود ۱۰۰ در ۲۵۰ متر است. اتاق‌های قصر بدور یک حیاط مستطیلی قرار دارد که در هر چهارجانب بواسطه یک ایوان جابجا شده در وسط هرجانب قراردارد. نقاشی‌های گچی و رنگی بالای دیوارها و پایه‌ها نشاندهنده محافظین کاملاً مسلح دربالای یک زمینه گل‌ها، حیوانات و مایه‌های دیگراست. دیوارهای با برج‌های نیم‌دایروی تقریباً تمام مجموعه را احاطه نموده‌است.
هرات: شهری بزرگ است، که بخش قدیمی آن (شهر کهنه) توسط بقایای دیوارهای عظیم گِلی احاطه شده‌است. بناهای پابرجا که در احاطهٔ این دیوارها قرار دارند عبارتند از: قلعهٔ اختیارالدین، دژی از خشت پخته، متعلق به سدهٔ پانزدهم میلادی، که بر روی یک بلندی قرار دارد، و مسجد جامع، که اگرچه قسمت اعظم آن نوسازی شده، نمونه‌هایی برجسته از تزئینات اسلامی، از خشت‌کاری‌های غوری متعلق به سدهٔ دوازدهم میلادی تا کاشی‌کاری‌های تیموری متعلق به سدهٔ پانزدهم و شانزدهم میلادی است.
با این وجود، بناهای مهم شهر خارج از این دیوارها واقع هستند. درست در بخش شمالی این دیوارها کُهندِژ قرار دارد، که احتمالاً بقایای سدهٔ سیزدهم این شهر است. در بالای آن، بُقعهٔ شاهزاده ابوالقاسم واقع بوده، که یک زیارتگاه بجای‌مانده از عصر تیموریان متعلق سدهٔ پانزدهم است. کمی آنطرفتر بسوی شمال، مسجد گوهرشاد و شش منارهٔ بسیار ظریف کاشی‌کاری‌شده از خشت فاینز (faience) و متعلق به سده‌های چهاردهم و پانزدهم میلادی دیده می‌شود. همگی این‌ها بقایای مجموعه‌ای از سه بنای بجای‌مانده هستند: مصلای گوهرشاد، مدرسهٔ سلطان حسین بایقرا، و بقعهٔ میرِ شهید یا عبدالله الولید، بنایی گنبدی متعلق به سال ۱۴۸۵/۶، واقع در ۲۰۰ متری جنوب‌غرب دیوارهای شهر.
در اوایل سدهٔ نوزدهم، منشوری با خط میخی از دورهٔ هخامنشیان و نشان‌ها و گوهرهایی از دورهٔ ساسانیان به‌طور تصادفی در هرات پیدا شده‌است.
کابل: شهری است بزرگ که بخاطر نوسازی‌های اخیر بر روی بناهای تاریخی، ویژگی و گستردگی آن نامشخص است. کابل در میان سه کوه شیردروازه، آسمائی و مَرَنجان واقع است. تنها بقایای موجود بالاحصار کابل و دیوارهای شهر بر روی تپهٔ شیردروازه است که مجموعه‌ای است از دژهای سنگی و گِلی و احتمالاً متعلق به عصر یفتالیان که بر روی آن نوسازی‌های گسترده صورت گرفته‌است. دیوارهای شهر در اصل تا پهنای کوه آسمائی و دشت اطراف دِه‌افغانان نیز امتداد می‌یافتند، و شش دروازه داشتند. در کابل شمار زیادی آثار تاریخی چشمگیر به‌طور تصادفی بدست آمده‌اند، از آنجمله آثار بودایی است که در سال ۱۹۰۵ در زیارت خواجه صفا در شیردروازه کشف شده‌اند، و قریب به ۱۰۰۰ سکهٔ یونانی و هخامنشی که در سال ۱۹۳۳ توسط کارگران ساختمانی در چمن حضوری بدست آمده‌اند.
مزار شریف: زیارتگاه علی بن ابی‌طالب (مسجد کبود یا روضهٔ شریف) از ارزشمندترین نمونه‌های معماری اسلامی شهر مزار شریف است که در دورهٔ سلطان حسین بایقرا بنا شده و در سال‌های اخیر نوسازی‌ها و تزئیناتی در ایوان ورودی و دیگر بخش‌ها صورت گرفته‌است. در قسمت جنوب‌غربی روضه گنبد و ایوان (بارگاه) بزرگی دیده می‌شود که احتمالاً متعلق به عصر تیموریان است. در داخل رواق کوچکی، در سمت چپ درب ورودی، سنگ قبری تزئین‌شده از مرمر وجود دارد که احتمالاً از عصر غزنویان است.

## مکتب مینیاتوری هرات
یکی از مکاتب مهم میناتوری در هرات است که بنام میناتوری بهزاد معروف است. با همه خشونت‌ها و بحران‌های عهدتیموریان، نقاشی افغانستان در این دوران در قالب مکتب هرات، به اوج رسید. با جلوس سلطان حسین بایقرا در هرات و به مدد امیر علی شیر نوایی، ارباب فن از اطراف و اکناف ایران بدان مهد ادب گستر ذو‌ق‌پرور که پناهگاه ادبا و هنرمندان بود، شتافتند. در زمان حکمرانی سلطان حسین، هرات به عنوان مرکز واقعی مدنیت، هنر خطاطی و کتاب آرایی توسعه یافته و اوج تکامل می‌رسد. هم‌آیندی فرم نقاشانه با محتوای عاشقانه و عارفانه شعر و تصویر همراه با فیگور انسانی، در تصاویر ظریف و کوچک و زمینه تزئینی و دارای افق بلند و جبال اسفنجی، همچنین استهلاک نفوذ خارجی و ویژگی‌های ملی و بومی، رهایی از شیوه معمولی مغولی، کار بر ترکیبات رنگی طبیعی، ابداع تک‌چهره، آغاز کاریکاتور چهره، تلاش در نمایش احوالات درونی فیگور و نیز ارائه دیدگاه رئالیستی به جامعه، کاربرد فراوان معماری به عنوان نظم دهنده ساختار نگاره و جایگاه حضور شخصیت‌های نگاره، بازنمایی نهر یا جوی آب با رنگ نقره‌ای که به شکل مارپیج از مشخصات این مکتب نقاشی است.پس از تجزیه و تقسیم افغانستان در سده ۱۶ (میلادی) به دست دولت‌های ازبکی ماوراءالنهر، صفوی ایران و بابری هندوستان، جنبش‌ها و مبارزات سیاسی آزادی‌خواهی و استقلال‌طلبی در افغانستان منجر به طرد دولت صفوی و اشغال ایران توسط امپراتوری هوتکیان(۱۷۰۹–۱۷۳۸) به رهبری میرویس شد. 

## قالی‌بافی

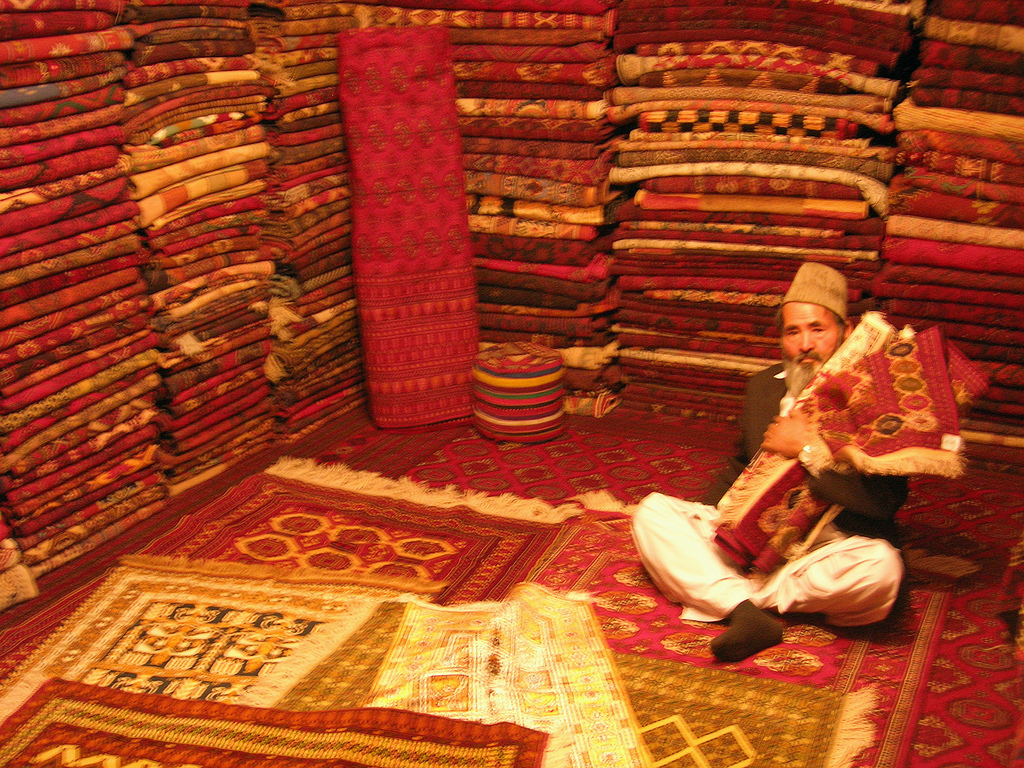
یک دکان قالی‌فروشی در کابل

پیشینهٔ دقیق قالی‌بافی معلوم نیست و تا آنجا که دانسته شده‌است به هزارهٔ پنجم و ششم پیش از میلاد در آسیای مرکزی برمی‌گردد. قالی پازیریک (به انگلیسی: Pazyryk Rug) قدیمی‌ترین فرش دنیا است که در سال ۱۳۲۸ (۱۹۴۹) توسط سرگی رودنکو، باستان‌شناس روس در دره پازیریک در کنار اشیاء باستانی دیگری در در گور یخ‌زدهٔ یکی از فرمانروایان سکایی کشف شد.
ارزش و اعتبار قالی افغانستانی را می‌شود از پیوند قدیمی و گسترده‌اش با بخش‌های متفاوت زندگی افغان‌ها پی برد. گاهی که شاهان این مرز و بوم هدیه ارزشمندی به همتایان خود می‌داده‌اند، به سراغ قالی می‌رفته‌اند و دوشیزه‌گان دم بخت و نازدانه، قالی را مهم‌ترین بخش جهیزیه و ابزار شکوه عروسی خود می‌دیدند.
با آن که قالی افغانستانی در بافت و ظرافتش شهرهٔ جهان است، در افغانستان هنوز از کارخانه‌های بزرگ تولیدی این فرش گران بها خبری نیست، بلکه قالی در خانواده توسط کودکان و زنان بافته می‌شود. این خانواده‌ها قالی بافی را بیشتر، راه درآمد و تأمین مصارف روزمرهٔ زندگی می‌دانند، تا هنر. نبود برق و اجازه نداشتن زنان در خانواده‌های سنتی برای انجام کار در بیرون از خانه، عوامل اصلی نبود قالیبافی‌های بزرگ عنوان می‌شود.
مناطق مرکزی و شمال افغانستان، از گذشته تا امروز، مهم‌ترین مراکز تولید قالی این کشور شمرده می‌شوند.
قالی افغانستانی، در بیشتر از سی طرح و نوع بافته می‌شود که ترکمنی، قزاق، بامیانی، مزاری، آقچه، جوزجانی و چوب‌رنگ، معروف‌ترین و ظریف‌ترین سبک‌های آن هستند.